# Geschichte der Ukraine (seit 1991)
| Inhaltsverzeichnis: 1991 • 1992 • 1993 • 1994 • 1995 • 1996 • 1997 • 1998 • 1999 • 2000 • 2001 • 2002 • 2003 • 2004 • 2005 • 2006 • 2007 • 2008 • 2009 • 2010 • 2011 • 2012 • 2013 • 2014 • 2015 • 2016 • 2017 • 2018 • 2019 • 2020 • 2021 • 2022 • 2023 • 2024 • 2025 • Beziehungen zur Europäischen Union • Siehe auch • Einzelnachweise |

## 1991

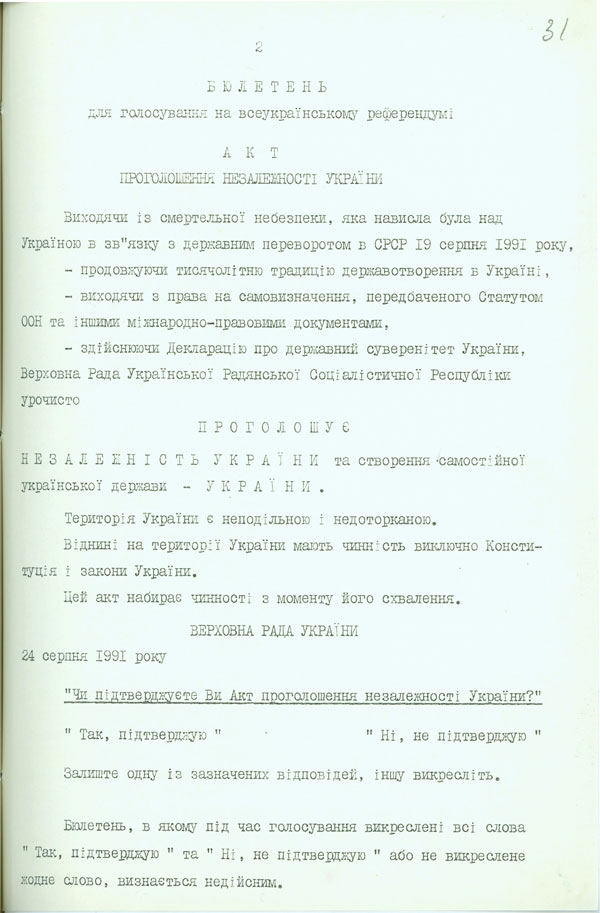
Die Unabhängigkeitserklärung der Ukraine 1991

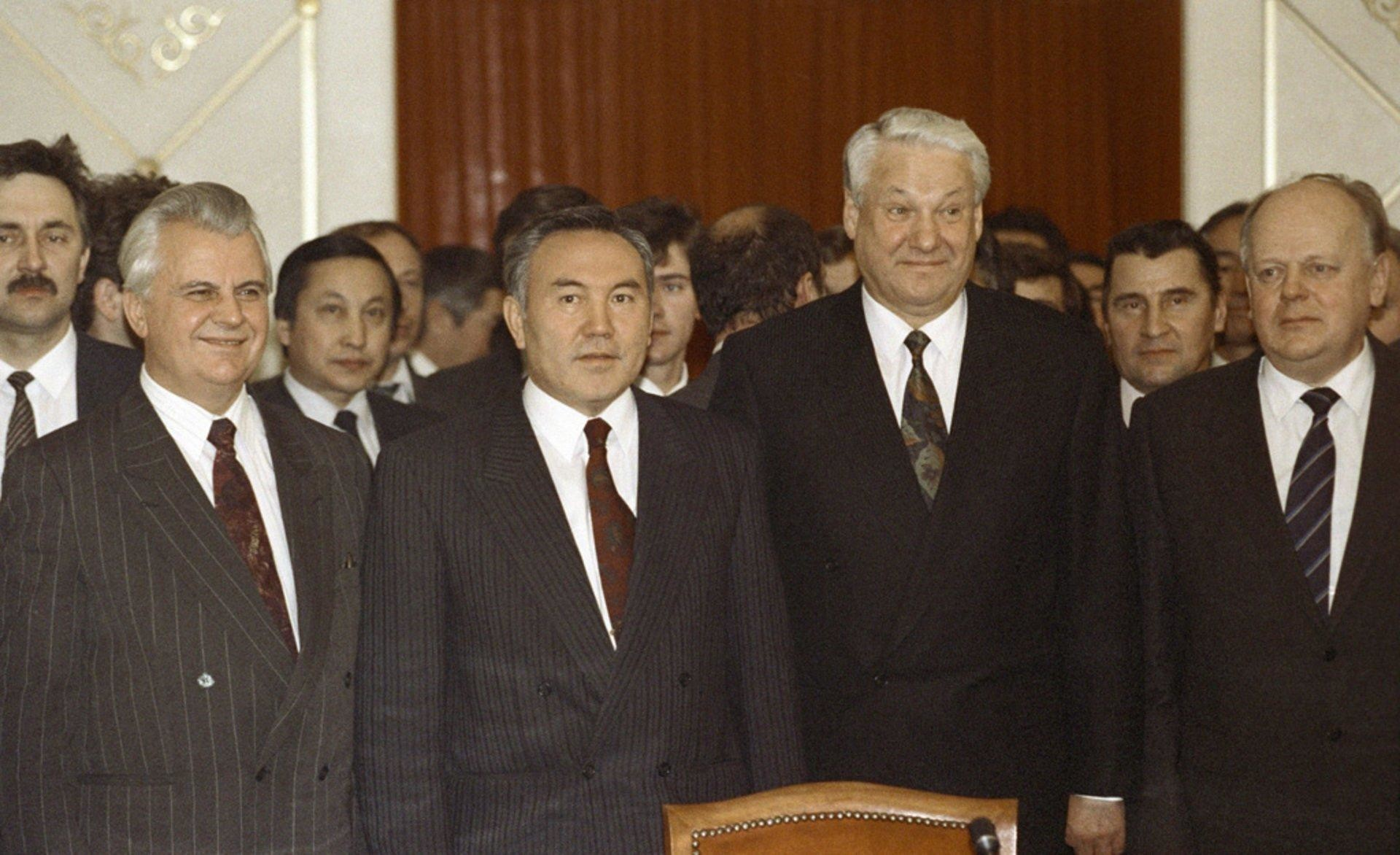
Leonid Krawtschuk, Nursultan Nasarbajew, Boris Jelzin und Stanislaw Schuschkewitsch (von links nach rechts) nach Bekanntgabe der Alma-Ata-Erklärung am 21. Dezember 1991 zur Auflösung der Sowjetunion

Unabhängigkeitsbestrebungen, die die ganze Zeit existierten und ihr Zentrum in der Westukraine in Lwiw hatten, führten nach der Perestroika 1991 im Zuge der Auflösung der Sowjetunion zur erneuten staatlichen Unabhängigkeit der Ukraine.
Unter dem Eindruck des gescheiterten Augustputschs in Moskau verabschiedete die Werchowna Rada am 24. August 1991 eine formale Unabhängigkeitserklärung, die ein Referendum vorsah, das am 1. Dezember 1991 abgehalten werden sollte. Es fand an diesem Tag statt; bei hoher Wahlbeteiligung (84,18 %) votierten 90,32 % der Abstimmenden für die Unabhängigkeit.
Am 22. Oktober 1991 hatte der Oberste Sowjet der Ukraine ein Gesetz zur Bildung eigener ukrainischer Streitkräfte im Umfang von rund 420.000 Soldaten sowie eine Nationalgarde von 30.000 Soldaten beschlossen. Drei Tage später erfolgte die Zustimmung zur umfangreichen Wirtschaftsreform, die die Privatisierung von Grundeigentum, die Preisfreigabe sowie eine Boden- und Finanzreform vorsah.
Am 1. Dezember 1991 entschieden sich die Ukrainer in dem Referendum mit 90,3 % der abgegebenen Stimmen für die Unabhängigkeit von der Sowjetunion. Auch auf der Krim stimmten über die Hälfte der Bewohner für die Unabhängigkeit. Bei der ersten Direktwahl des Präsidenten der Ukraine mit einer Wahlbeteiligung von 84 % setzte sich Leonid Krawtschuk mit 61,6 % der Stimmen gegenüber Wjatscheslaw Tschornowil mit 23,2 % der Stimmen durch.
Bereits am 2. Dezember 1991 erfolgte die Anerkennung der Ukraine durch Russland, Polen und Kanada.
Am 5. Dezember 1991 kündigte das ukrainische Parlament den Vertrag über die Gründung der Sowjetunion aus dem Jahr 1922.
Drei Tage später unterzeichnete die ukrainische Staatsführung das „Belowescher Abkommen“ zwischen Russland, Belarus und der Ukraine über die Gründung der Gemeinschaft Unabhängiger Staaten (GUS). Acht weitere Staaten traten der GUS am 21. Dezember 1991 bei.
Die US-Regierung von George H. W. Bush anerkannte die Unabhängigkeit der Ukraine am 25. Dezember 1991.
Die Ukraine hatte 1991 eine Fläche von 603.700 km² (Weltrang 44) und rund 52,2 Millionen Einwohner (Weltrang 22).
Nach dem Referendum und der Unabhängigkeitserklärung sowie dem Beitritt zur GUS blieben zunächst viele aus der Sowjetunion gewohnte Strukturen und Gesetze erhalten. Die Wahlprogramme vieler Parteien, bis weit in den nationaldemokratischen Block hinein, enthielten etwa Vorschläge zu sich teilweise widersprechenden Eigentumsformen (sozialistische und kapitalistische).
Eine Abkehr von der Sowjetunion im öffentlichen Raum geschah in der Westukraine, die teilweise erst seit dem Zweiten Weltkrieg zur ukrainischen Sowjetrepublik gehört hatte, schneller als im Zentrum oder im Osten. Innerhalb kurzer Zeit wurden hier Straßen umbenannt, Denkmäler demontiert und andere Symbole aus dem Straßenbild entfernt. In anderen Teilen der Ukraine waren Symbole wie „Sowjetsterne“ oder „Hammer und Sichel“ noch bis zum Ende des 20. Jahrhunderts an vielen Stellen zu sehen.
Auch im Bereich der Wahlen zeigte sich dies. So tauchten bei den Wahlen im Frühjahr 1994 noch einzelne Wahlkreise mit Namen wie „Moskauer Wahlkreis“, „Lenin-Wahlkreis“ oder „Spartak-Wahlkreis“ in den amtlichen Wahlunterlagen auf, was auf den Einfluss sozialistischer Kräfte auf der Ebene der örtlichen Kommissionen zurückzuführen war. Noch unter Leonid Kutschma, Präsident der Ukraine vom 19. Juli 1994 bis zum 23. Januar 2005, zeigte sich ein Nebeneinander von sowjetischen Namen und Symbolen und solchen, die die ukrainische Tradition wieder aufleben und ein Bekenntnis zum neuen Staat sichtbar werden lassen sollten. Kutschma setzte sich für eine neue Verfassung ein. 
Zwei weitere Beispiele zeigen, wie lange der Transformationsprozess dauerte:
- Bereits kurz nach der Unabhängigkeit der Ukraine erhielt das „Lenin-Museum“ einen neuen Namen und wurde zu „Ukrainisches Haus“ umbenannt. Erst im Jahr 2000, 9 Jahre später, erhielt der Platz vor dem Ukrainischen Haus, der bis dahin nach der kommunistischen Jugendorganisation Komsomol benannt war, seinen neuen Namen: Europa-Platz
- Auch verschwanden erst im Frühjahr 2000 Hammer und Sichel vom Parlamentsgebäude und das Parlament beschloss die Auflösung von Bezirken, die noch sowjetische Namen trugen.

Für alle und täglich gut sichtbar war die Symbolik auf den Münzen und Scheinen der neuen Währung, der Hrywnja. Bei deren Gestaltung besann man sich auf vorrevolutionäre Größen zurück. So kam es 1996 zur Abbildung bedeutender Persönlichkeiten der Ukrainischen Geschichte, wie der Großfürsten des Kiewer Reiches, sowie Hetman Iwan Masepa und den Wegbereiter des ukrainischen Nationalstaates Mychajlo Hruschewskyj.
Die direkten wirtschaftlichen Verluste und die Ausgaben infolge der Nuklearkatastrophe von Tschernobyl (seit dem 26. April 1986) belasteten die Ukraine 1991 noch mit einem Anteil von 22,3 % des Staatsbudgets.

## 1992

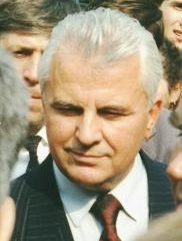
Leonid Krawtschuk, von 1991 bis 1994 erster Präsident der Ukraine

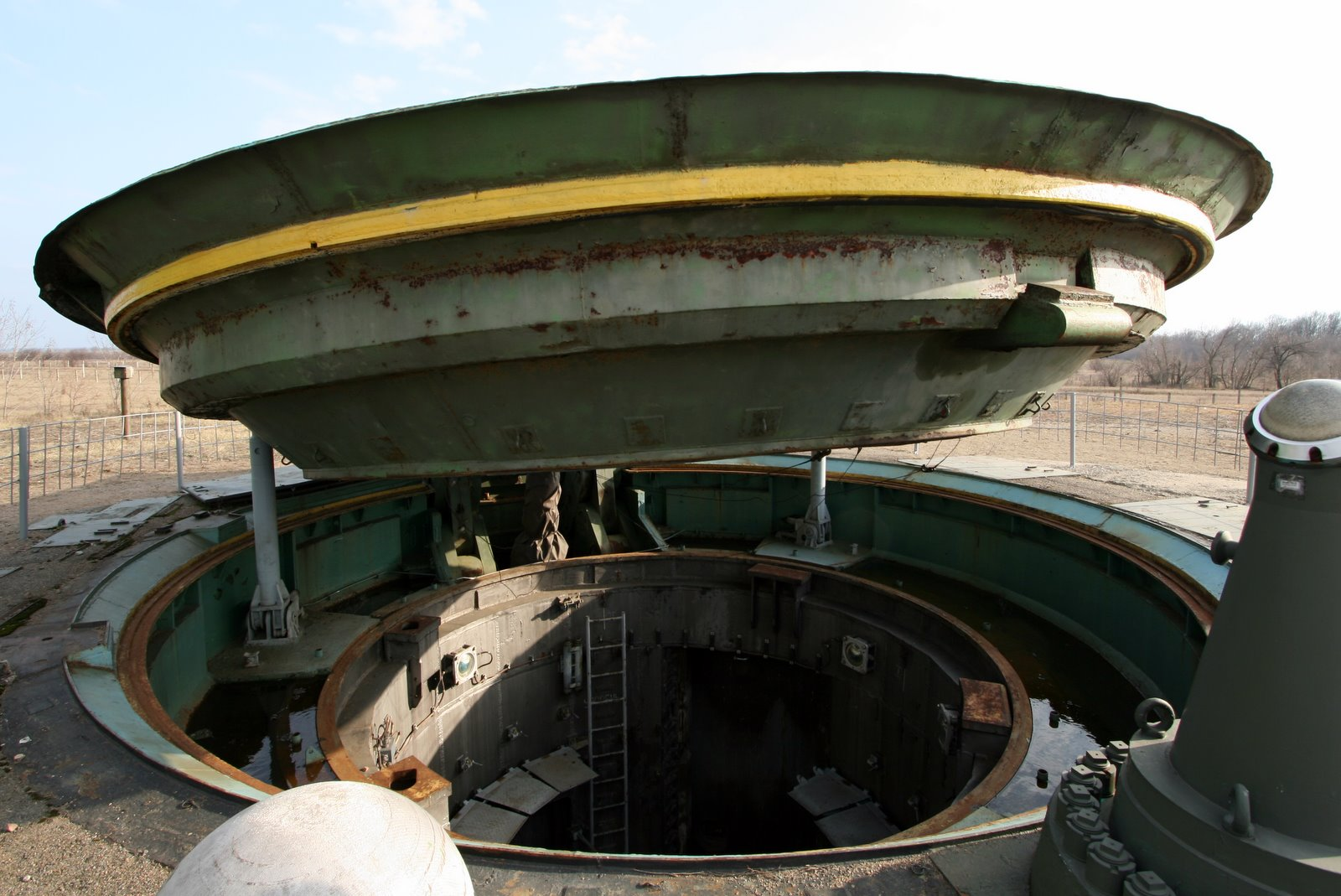
Raketensilo für Interkontinentalraketen des Typs RT-23 (NATO-Codename: SS-24) in der Ukraine. 1992 war die Ukraine durch die Hinterlassenschaft der Sowjetunion die drittgrößte Atommacht der Welt.

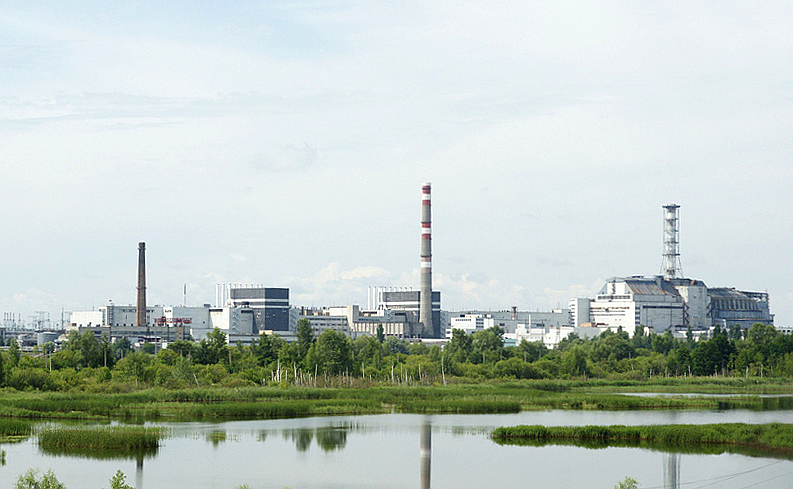
Das Kernkraftwerk Tschernobyl (Aufnahme von 2009). Die Blöcke 1 und 3 gehen wegen Energieknappheit im Herbst 1992 wieder ans Netz.

Am 2. Januar 1992 verfügte Präsident Leonid Krawtschuk die Unterstellung aller auf dem Territorium der Ukraine stationierten vormals sowjetischen Truppen einschließlich der Schwarzmeerflotte unter ukrainischem Oberbefehl. Ausgeschlossen wurden nur die strategischen Militäreinheiten. Nach der Unabhängigkeit wurde die Ukraine aus der Hinterlassenschaft der Sowjetunion mit 130 Interkontinentalraketen UR-100N (NATO-Codename: SS-19) und 46 vom Typ RT-23 (NATO-Codename: SS-24) zur drittgrößten Atommacht der Welt.
Am 17. Januar 1992 nahm die Bundesrepublik Deutschland die diplomatischen Beziehungen zur Ukraine auf.
Am 26. Februar 1992 beschloss der Oberste Sowjet der Autonomen Sozialistischen Sowjetrepublik der Krim die Umbenennung in „Republik Krim“.
Am 26. März 1992 wurde per Dekret des Präsidenten die Rückkehr aller ukrainischen Wehrpflichtigen aus Armenien, Aserbaidschan und aus Moldawien bis zum 20. Mai 1992 angeordnet.
Nach langen Verhandlungen verabschiedete die Werchowna Rada am 22. April 1992 mit großer Mehrheit ein Gesetz, das der Krim Autonomierechte einräumt. Der Oberste Sowjet der Autonomen Sozialistischen Sowjetrepublik der Krim erklärte am 5. Mai 1992 die neue Republik Krim für unabhängig, doch bereits die am Folgetag verkündete Verfassung der Republik Krim beschreibt sie als Teil der Ukraine. Die Regierung in Kiew hatte die Unabhängigkeitserklärung der Krim als verfassungswidrig bezeichnet. Am 21. Mai 1992 wurde die Unabhängigkeit der Krim wieder zurückgezogen.
Am 23. April 1992 unterzeichnete die Ukraine ein Übereinkommen über den Schutz des Schwarzen Meeres vor Verschmutzung (Bukarestübereinkommen), das 1994 in Kraft tritt.
Bis Anfang Mai 1992 erfolgte der Abtransport der bisher in der Ukraine stationierten rund 2600 taktischen Kurzstreckenraketen nach Russland, die bis zum Jahr 2000 zerstört werden sollen. Am 21. Mai 1992 hatte der Kongress der Volksdeputierten der RSFSR die Abtretung der Krim an die Ukraine im Jahr 1954 in einer Erklärung als nicht rechtmäßig beschrieben.
Am 1. Juni 1992 einigten sich die Parlamentspräsidenten der Krim und der Ukraine auf einen wirtschaftlichen Sonderstatus für die Krim und den Verbleib der Halbinsel in der Ukraine.
Am 30. Juni 1992 beschloss das ukrainische Parlament mit 246 gegen 4 Stimmen ein Gesetz, das der Krim weitestgehende Autonomie einräumt. Danach ist die Halbinsel Krim ein autonomer Bestandteil der Ukraine und die Bereiche Außenpolitik, Verteidigung und Währungspolitik verbleiben bei der Ukraine. Die autonome Krim erhielt das Recht, die Außenwirtschaftsbeziehungen, die Sozial- und Kulturpolitik eigenständig zu gestalten und kann allein über die Bodenschätze (bspw. Erdgas) verfügen. Ein Anschluss der Krim an ein anderes Land bedarf der Zustimmung des ukrainischen Parlaments und des Parlaments der Krim. Eine Stationierung von Streitkräften bedarf der Zustimmung des Parlaments der Krim.
Mitte des Jahres wurden die Preise für Nahrungsmittel, darunter Butter und Milch freigegeben. Die 1992 eingeführte Übergangswährung (Kupon-Karbowanez/купоно-карбованець), die wegen der wirtschaftlichen Krise in dieser Zeit unter einer Hyperinflation zu leiden hatte, sollte ab 1993 durch die Währung Hrywnja abgelöst werden. Bis dahin galt die Karbowanez neben dem Rubel als Währung. Der mittlere Jahreskurs 1992 betrug 135 Kupons für eine Deutsche Mark.
Am 3. Juli 1992 wurde der Nationale Sicherheits- und Verteidigungsrat der Ukraine (ukrainisch Рада національної безпеки і оборони України, Abkürzung RNBO) gegründet als staatliches Gremium der Ukraine. Der Rat wurde zunächst unter der Bezeichnung Nationaler Sicherheitsrat geschaffen. Seine Aufgaben sind im Artikel 107 der Verfassung der Ukraine geregelt. Nach der ukrainischen Verfassung besteht die Aufgabe des RNBO darin, den Präsidenten des Landes bei Fragen zur inneren und äußeren Sicherheitspolitik zu beraten. Der Rat beschäftigt sich allerdings regelmäßig auch mit Angelegenheiten, die außerhalb der traditionellen Sicherheits- und Verteidigungspolitik liegen, etwa mit der Innen- und Energiepolitik.
Am 2. August 1992 einigten sich der ukrainische Präsident Leonid Krawtschuk mit dem russischen Präsidenten Boris Jelzin im Konflikt um die Schwarzmeerflotte dahingehend, dass beide Staaten für eine Übergangszeit bis 1995 ein gemeinsames Oberkommando über die rund 380 Schiffe und Boote der Schwarzmeerflotte bilden.
Die Exilregierung der Volksrepublik Ukraine löste sich im September 1992 in München auf. Zuvor am 22. August 1992 übergab der letzte Präsident der ukrainischen Exilregierung, Mykola Plawjuk, die Insignien der Volksrepublik Ukraine an den neuen, demokratisch gewählten Präsidenten Leonid Krawtschuk und erkannte gleichzeitig die 1991 gegründete Ukraine als legalen Nachfolger der Volksrepublik Ukraine an.
Am 1. Oktober 1992 sprach das Parlament dem amtierenden Ministerpräsidenten Witold Fokin nach Auseinandersetzungen über die Wirtschaftsreformen mit 295 gegen 6 Stimmen das Misstrauen aus. Am Tag zuvor hatte Fokin bereits seinen Rücktritt erklärt. Kommissarisch übernahm das Amt Walentyn Symonenko. Am 13. Oktober 1992 wählte das Parlament mit 316 gegen 23 Stimmen den von Präsident Krawtschuk vorgeschlagenen Leonid Kutschma zum neuen Ministerpräsidenten. Kutschma vertrat einen langsamen Übergang zur Marktwirtschaft. Am 27. Oktober 1992 wurde Kutschma im Parlament mit 296 gegen 62 Stimmen und 11 Enthaltungen im Amt bestätigt.
Am 13. November 1992 verließ die Ukraine wegen der Hyperinflation den sowjetischen Rubel und der bargeldlose Zahlungsverkehr wurde auf die Übergangswährung Karbowanez umgestellt. Im Bargeldverkehr wurden als Parallelwährung zum Rubel entsprechende Coupons ausgegeben. Am 19. November 1992 wurde das Reformprogramm von Kutschma zur Stabilisierung der Wirtschaft, der Sicherung eines Mindestlebensstandards und der Sicherung der Energieversorgung mit 308 gegen 16 Stimmen im Parlament beschlossen, von dem der Premierminister für zunächst sechs Monate Sondervollmachten zur Durchsetzung der Reformen erhielt.
Wegen Stromknappheit wurde der Block 3 am 16. Oktober 1992 und Block 1 am 13. Dezember 1992 des Kernkraftwerks Tschernobyl wieder ans Netz gebracht.

## 1993
Am 2. Januar 1993 erfolgte eine weitgehende Preisfreigabe, darunter auch für die Preise vieler Lebensmittel, die Ministerpräsident Kutschma am 26. Dezember 1992 per Dekret bestimmt hatte. Das führte zu erheblichem Widerstand im Parlament. Am 26. Januar 1993 lehnte das Parlament in einer Resolution mit 267 gegen 6 Stimmen die Wirtschaftsreformen von Kutschma ab und forderte die Einführung von Preiskontrollen für Milch und Zucker sowie die Rücknahme eines Dekrets zur Privatisierung von Grund und Boden.
Die Internationale Atomenergie-Organisation (IAEO) inspizierte vom 7. bis 17. März 1993 das Kernkraftwerk Tschernobyl wegen Einsturzgefahr des provisorischen Schutzmantels (объект «Укрытие») aus Stahlbeton, der meist als „Sarkophag“ bezeichnet wird und infolge der Nuklearkatastrophe vom April 1986 im November 1986 installiert worden war. Ursprünglich war vorgesehen, das Kernkraftwerk bis Ende 1993 vom Netz zu nehmen. Die ukrainische Regierung lehnte das jedoch wegen Energieknappheit ab.
Im Mai 1993 waren erst 100 der über 68.000 Staatsbetriebe privatisiert worden. Am 20. Mai 1993 lehnte das Parlament mit 354 gegen 6 Stimmen die erneute Bewilligung der Sondervollmachten des Ministerpräsidenten Leonid Kutschma ab und stimmte am Tag darauf mit 212 gegen 90 Stimmen für Sondervollmachten in wirtschaftlichen Angelegenheiten für den Präsidenten Leonid Krawtschuk.
Die Regierung ordnete am 6. Juni 1993 eine massive Preiserhöhung für Strom und Heizung sowie eine Anhebung der Mieten an. Das führte am 7. Juli zu einem unbefristeten Streik der Bergleute im Kohlerevier Donbass, der sich auf rund 250 Zechen ausweitete und dem sich zahlreiche Industriearbeiter in der Ostukraine anschlossen. In der Ostukraine kamen verstärkt politische Forderungen nach einer Autonomie der Bergbauregion auf.
Präsident Leonid Krawtschuk und der russische Präsident Boris Jelzin unterzeichneten am 17. Juni 1993 in Moskau ein weiteres Abkommen über die überwiegend auf der Krim stationierte Schwarzmeerflotte. Danach werden die rund 300 Schiffe und Boote umfassende Flotte sowie die Gebäude und Hafenanlagen jeweils zur Hälfte im Jahr 1995 aufgeteilt. Bis 1995 soll gemäß dem Abkommen die Schwarzmeerflotte gemeinsam verwaltet und finanziert werden und unter dem gemeinsamen Oberbefehl der Präsidenten Russlands und der Ukraine stehen. Die beiden Regierungsdelegationen unterzeichneten zudem am selben Tag ein Freihandelsabkommen.
Nach dem Besuch des russischen Ministerpräsidenten Wiktor Tschernomyrdin in Kiew am 24. Juni 1993 folgte die Unterzeichnung eines bilateralen Wirtschaftsabkommens, das auch vergünstigte Preise für die Erdgaslieferungen aus Russland festlegt.
Am 2. Juli 1993 gab die ukrainische Regierung in einer Grundsatzerklärung offiziell den Verzicht auf Atomwaffen bekannt. Die Ukraine solle zukünftig atomwaffenfrei sein.
Der damalige deutsche Bundeskanzler Helmut Kohl besuchte die Ukraine am 9./10. Juli 1993 und unterzeichnete in Kiew mehrere bilaterale Abkommen zur Zusammenarbeit in den Bereichen Wirtschaft, Verkehr, Umweltschutz, Reaktorsicherheit und Wissenschaft.
Nachdem am 15. Juli 1993 der Abbau der auf dem ukrainischen Territorium stationierten Interkontinentalraketen vom Typ UR-100N (NATO-Codename: SS-19) begonnen hatte, wurden die Raketen zur Verschrottung nach Russland gebracht. Die Sprengköpfe blieben anfangs noch in der Ukraine, bis der Nachfolgestatus der Russischen Föderation hinsichtlich der Sowjetunion in Bezug auf deren Atomwaffen international geklärt war. Die Ukraine forderte für ihren Verzicht auf Atomwaffen von den Atommächten Sicherheitsgarantien für ihr Land und finanzielle Unterstützung.
Bei einem zweitägigen Besuch von Bundesverteidigungsminister Volker Rühe in Kiew am 16. August 1993 wurde ein Abkommen über die Zusammenarbeit in der Militär- und Sicherheitspolitik unterzeichnet.
Am 3. September 1993 vereinbarten der russische Präsident Boris Jelzin und der ukrainische Präsident Leonid Krawtschuk in Jalta die vollständige Rückgabe der strategischen Atomwaffen an Russland. Im Gegenzug liefere Russland Uran für die ukrainischen Kernkraftwerke. Das bisherige Abkommen zur Schwarzmeerflotte wurde revidiert. Die beiden Präsidenten einigten sich auf den Verkauf des ukrainischen Anteils von 50 % an der Schwarzmeerflotte an Russland. Der auf ukrainischem Staatsgebiet liegende Flottenstützpunkt in Sewastopol auf der Krim wurde von Russland gepachtet. Entsprechende Pachtzahlungen zugunsten der Ukraine werden mit den Schulden der Ukraine bei Russland verrechnet. Diese Entscheidung des ukrainischen Präsidenten Leonid Krawtschuk wurde im Parlament heftig kritisiert.
Ministerpräsident Leonid Kutschma gab am 21. September 1993 seinen Rücktritt bekannt, nachdem das Parlament erneut weitere Sondervollmachten für ihn zur Durchsetzung der Wirtschaftsreformen abgelehnt hatte. Zu seinem kommissarischen Nachfolger wurde am nächsten Tag der parteilose Juchym Swjahilskyj ernannt, der sich für eine gelenkte Volkswirtschaft einsetzte. Am 27. September 1993 übernahm Präsident Leonid Krawtschuk per Dekret die Regierungsgewalt.

## 1994
Am 14. Januar 1994 unterzeichneten die Präsidenten Russlands (Boris Jelzin), der Ukraine (Leonid Krawtschuk) und der Vereinigten Staaten von Amerika (Bill Clinton) das trilaterale Abkommen über die Vernichtung der auf ukrainischem Staatsgebiet stationierten 176 ehemaligen sowjetischen Interkontinentalraketen, womit der nichtnukleare Status der Ukraine endgültig bestätigt wurde. Im Gegenzug erhielt die Ukraine nach einem Beitritt zum Atomwaffensperrvertrag Sicherheitsgarantien von der Russischen Föderation und den USA. Dazu gehörte die Anerkennung ihrer Unabhängigkeit, Souveränität und territorialen Integrität sowie die Zusage, keine Atomwaffen gegen sie einzusetzen. Die Ukraine erhielt für das in den Nuklearsprengköpfen enthaltene Uran als Kompensation rund 1 Milliarde US-Dollar. Das trilaterale Abkommen wurde am 3. Februar 1994 von dem ukrainischen Parlament ratifiziert, aber ein Beitritt zum Atomwaffensperrvertrag zunächst abgelehnt.
Kurz darauf kam es zu Versuchen die zur Ukraine gehörende Autonome Republik Krim an Russland anzugliedern. Auf der Halbinsel Krim wurden am 16. und 30. Januar 1994 eigene Präsidentschaftswahlen durchgeführt, bei denen sich Juri Meschkow mit 72,9 % der Stimmen gegen Nikolai Bagrow durchsetzte. Meschkow vom Russischen Block erklärte sich selbst zum Präsidenten und strebte einen Anschluss der Krim an Russland an. Die Regierung in Kiew erklärte die Wahlen auf der Krim für illegal. Bei den Wahlen zum Regionalparlament der autonomen Republik Krim am 27. März und 10. April 1994 gewann der Russische Block unter Führung von Juri Meschkow 54 der 98 Sitze. Gleichzeitig wurde ein Referendum für eine größere Selbständigkeit der autonomen Republik Krim abgehalten, bei dem sich 90 % der Teilnehmer dafür aussprachen. Präsident Leonid Krawtschuk erklärte das Referendum der Krim für ungültig.
Bereits seit 1993 waren gesamtukrainische Neuwahlen für März 1994 angekündigt. Um eine Parlamentswahl nach demokratischen Maßstäben zu ermöglichen, wurden das Wahlverfahren und das Parteiensystem neu geordnet. Die Kommunistische Partei der Ukraine, ebenso wie die Sozialisten, waren im Herbst 1993 wieder offiziell zugelassen worden. Die Auseinandersetzungen um das neue Mehrheitswahlsystem und seine Einzelbestimmungen – besonders die Mindeststimmbeteiligung von 50 Prozent – zeigte die immer noch starke Rolle von Kräften des ehemaligen sowjetischen Systems. Ihnen gelang es, die Rolle der Parteien zu schmälern und die Wahlkandidaten durch Arbeitskollektive, wie in sowjetischen Zeiten, aufstellen zu lassen.
Beim ersten Wahlgang am 27. März 1994 lag die Wahlbeteiligung bei 75,6 % bei rund 38 Millionen Wahlberechtigten. Es bewarben sich 5833 Kandidaten in 450 Wahlkreisen, darunter rund 89 % Unabhängige, die als Funktionäre in regionalen und lokalen Verwaltungen tätig waren, Betriebsdirektoren und Leiter von Kolchosen. Rund 11 % der Kandidaten waren in einer der 29 zur Wahl angetretenen Parteien organisiert. Nach dem ersten Wahlgang konnten jedoch durch das Wahlgesetz nur 49 der 450 Parlamentssitze besetzt werden. Nach den Stichwahlen (jeweils zwischen den beiden Kandidaten mit den meisten Stimmen) vom 2. und 3. April 1994 in 34 Wahlbezirken wurden weitere 24 Sitze vergeben und für die Mehrzahl von 377 Parlamentssitze erfolgte am 9. und 10. April 1994 weitere Stichwahlen und hatte eine Wahlbeteiligung von rund 67 %. Dabei konnten weitere 263 von 377 Sitze vergeben werden. In den letzten Wahlgängen zunehmend geringerer Wahlbeteiligung am 24. Juli 1994, am 31. Juli 1994 und zuletzt am
7. August 1994 wurden weitere Sitze vergeben. Damit verfügte das Werchowna Rada über 395 Abgeordnete. Weitere Nachwahlen am 20. November 1994 und Neuwahlen in drei Wahlkreisen ergab das erst Ende 1994 alle Sitze im ukrainischen Parlament vergeben worden waren.
Neben leichten Unregelmäßigkeiten und dem Verschwinden eines Wahlkampfleiters konstatierten aber die Wahlbeobachter der OSZE eine im Großen und Ganzen ordnungsgemäß verlaufende Parlamentswahl.
Bei den Wahlen erreichten die „Unabhängigen“ 170 Sitze. Die Kommunistische Partei der Ukraine (KPU) erhielt bei den Wahlen 86 Sitze, die Bauernpartei der Ukraine (SelPU) 18 Sitze, die Sozialistische Partei der Ukraine (SPU) 14 Sitze. Die größte Oppositionspartei Narodnyj Ruch Ukrajiny (NRU; ukrainische Volksbewegung) erhielt 20 Sitze, die Ukrainische Republikanische Partei (URP) 8 Sitze, der Kongress Ukrainischer Nationalisten (KUN) 5 Sitze, der Interregionaler Block für Reformen (MBR) 5 Sitze und die sonstigen Parteien 12 Sitze. Die Werchowna Rada wählte zunächst Oleksandr Moros zum Parlamentspräsidenten. Es bildeten sich im neuen Parlament neun Fraktionen. Die stärkste Fraktion mit den Kommunisten vereinten 88 Sitze und wurden von der Sozialistischen Fraktion mit 26 Sitzen und den Bauernparteien der Ukraine mit 36 Sitzen unterstützt. Auch mehrere unabhängige Abgeordnete aus der Ostukraine unterstützten die kommunistische Fraktion.
Am 15. April 1994 gab es erneut Verhandlungen über die Schwarzmeerflotte. Die Ukraine einigte sich mit Russland, dass der verbliebene ukrainische Anteil von 50 % über die rund 300 Schiffe und Boote der Flotte auf rund 15 bis 20 % reduziert wurde. Somit wurde dieser Anteil in Höhe von 30 bis 35 % auch an Russland verkauft. Zudem fanden Verhandlungen zur Nutzung der Marinestützpunkte auf der Krim statt. Russland verlangte das alleinige Nutzungsrecht der Marinebasis in Sewastopol.
Präsident Krawtschuk erklärte im Mai 1994, dass keine Interkontinentalraketen vom Typ RT-23 (SS-21) mehr gefechtsbereit seien und insgesamt 240 Nuklearsprengköpfe zur Vernichtung nach Russland gebracht worden waren.

„Viele ukrainische Politiker äußern ihre Skepsis hinsichtlich der Möglichkeiten des Landes, seine Sicherheit selbständig zu gewährleisten. Sie meinen, daß heute keiner der Hauptfaktoren der nationalen Sicherheit – militärische Stärke, wirtschaftliche Macht sowie ein hoher Grad politischer und wirtschaftlicher Integration in die Weltwirtschaft vorhanden sei. Je mehr sich die Krise in der Ukraine vertieft, desto deutlicher wird sie als die größte Bedrohung der Sicherheit des Landes – von direkter außenpolitischer Relevanz – definiert. Eines der akutesten Probleme in der Ukraine besteht in ihrer fast totalen Abhängigkeit von Energie-Importen aus Russland.“

Das Regionalparlament der Krim hatte am 20. Mai 1994 beschlossen die Verfassung der vorherigen Republik Krim vom 6. Mai 1992 wieder in Kraft zu setzen. Danach wurde zwar die Krim als ein Teil der Ukraine bezeichnet, aber die Beziehungen zwischen der Krim und der Ukraine sollten wie diejenigen souveräner Staaten geregelt werden. Am Tag darauf forderte die Werchowna Rada die Entscheidung umgehend zurückzunehmen. Das Regionalparlament der Krim hob am 1. Juni 1994 auf Druck der Regierung in Kiew alle Beschlüsse hinsichtlich einer Unabhängigkeit wieder auf.
Am 16. Juni 1994 wurde das ehemalige Mitglied im ZK der KPdSU und danach parteilose Witalij Massol zum neuen Ministerpräsidenten der Ukraine ernannt, der sich für eine engere Bindung an Russland einsetzt. Massol war bereits von 1987 bis 1990 Ministerpräsident der Ukrainischen Sozialistischen Sowjetrepublik.

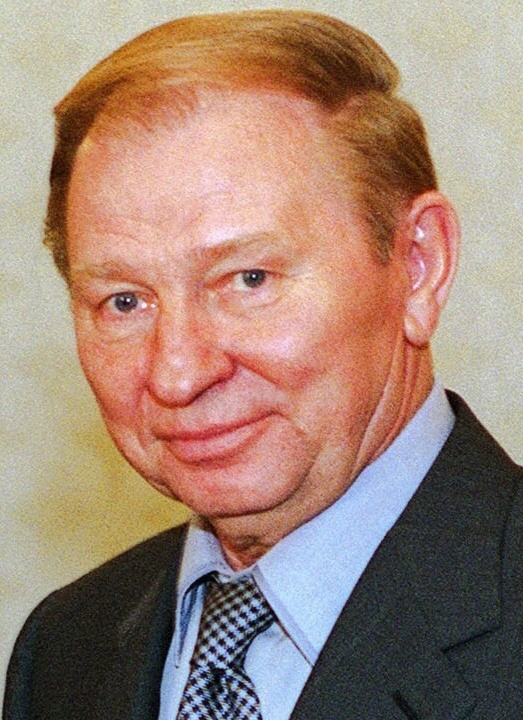
Leonid Kutschma, zweiter Präsident der Ukraine 1994 bis 2005

Bei den Präsidentschaftswahlen am 26. Juni 1994 mit einer Wahlbeteiligung von 70,37 % bei 37,6 Millionen Wahlberechtigten erhielt der Amtsinhaber Leonid Krawtschuk 37,68 % der Stimmen, der frühere Ministerpräsident Leonid Kutschma 31,25 %, Parlamentspräsident Oleksandr Moros 13,99 % und vier weitere Kandidaten zusammen 13,57 % der Stimmen. Anschließend war wiederum eine Stichwahl erforderlich, bei der sich am 10. Juli 1994 mit einer Wahlbeteiligung von 71,63 % Kutschma mit 52,14 % der Stimmen überraschend gegen Krawtschuk mit 45,06 % der Stimmen durchsetzte. Dabei erhielt Kutschma die meisten Stimmen aus der Ost- und Südukraine, Krawtschuk konnte die meisten Stimmen in der Westukraine erzielen.
Leonid Kutschma wurde am 19. Juli 1994 als neuer Präsident der Ukraine vereidigt. Durch zwei weitere Dekrete übernahm er faktisch die Führung der Regierung (Exekutive), entmachtete damit den Ministerpräsidenten Witalij Massol und unterstellte die Räte in den Verwaltungsgebieten direkt dem Präsidenten. Bereits am 8. Juli 1994 hatte die NATO die Ukraine in ihr Programm Partnerschaft für den Frieden aufgenommen.
Noch im selben Monat am 29. Juli beschloss das überwiegend von kommunistischen und sozialistischen Parteien dominierte Parlament die Aussetzung der Privatisierung.
Am 2. August 1994 gab Präsident Kutschma bekannt, dass die USA Finanzhilfen in Höhe von 700 Millionen US-Dollar zugesagt, aber erst 6 Millionen US-Dollar ausgezahlt hätten. Wenige Tage später am 8. August 1994 stellte Präsident Leonid Kutschma die Regierung durch das zweite Dekret unter seine direkte Kontrolle. Obwohl Ministerpräsident Massol nunmehr über keinerlei Einfluss verfügte, trat er erst am 1. März 1995 offiziell von seinem Amt zurück. Kutschma begründete diesen Schritt mit dringenden Wirtschaftsreformen für das Land.
Kutschma kündigte eine neue Verfassung der Ukraine an, die erst 1996 in Kraft treten sollte, ebenso eine Währungsreform und wollte den Kampf gegen die organisierte Kriminalität verstärken.
Am 7. September 1994 beschloss das Parlament der Krim in Simferopol, die Befugnisse des Präsidenten der Krim wieder einzuschränken und ihm eine repräsentative Rolle zukommen zu lassen, ohne das Recht auf Regierungsbildung. Ein diesbezügliches Gesetz wurde am 29. September 1994 mit 68 gegen 14 Stimmen angenommen. Zuvor hatte Präsident Juri Meschkow am 11. September 1994 versucht das Parlament aufzulösen. Der von Meschkow berufene Ministerpräsident der Krim, Jewgenij Subarow, trat am 15. September 1994 zurück.
Am 21. September 1994 wurde die bisherige Republik Krim zur Autonomen Republik Krim. Anatolij Franchuk von der Volkspartei (NP) wurde am 6. Oktober 1994 neuer Vorsitzender des Ministerrates.
Präsident Kutschma gab am 11. Oktober 1994 sein Programm für marktwirtschaftliche Reformen bekannt, dass die Liberalisierung des Handels, die Freigabe der staatlich regulierten Preise und eine schnellere Privatisierung der ehemaligen Staatsbetriebe vorsah. Im Außenhandel sollte die Gemeinschaft Unabhängiger Staaten (GUS) Vorrang haben.
Am 26. Oktober 1994 gewährte der Internationale Währungsfonds (IWF) im Rahmen der Systemtransformationsfazilität (STF) der Ukraine erstmals einen Kredit über 249 Millionen SZR, das sind rund 371 Millionen US-Dollar.
Am 1. November 1994 erfolgte in der Ukraine für viele Güter die Freigabe der Preise und Kürzungen und Aufhebungen von staatlichen Subventionen. Bei Nahrungsmitteln wie Brot und Babynahrung sowie für Strom und Heizung und für Mieten wurden staatliche Preisobergrenzen festgelegt. Die Regierung vereinbarte mit Turkmenistan eine Umschuldung für Verbindlichkeiten in Höhe von einer Milliarde US-Dollar aus den Erdgaslieferungen.
Mitte November 1994 ordnete Präsident Kutschma die Verhaftung des ehemaligen Ministerpräsidenten Juchym Swjahilskyj an, der während seiner kommissarischen Amtszeit über 25 Millionen US-Dollar hinterzogen haben soll. Swjahilskyj verließ das Land und lebte danach bis 1997 in Israel. Zudem wurde erstmals in der Ukraine per Dekret des Präsidenten der private Landbesitz im Rahmen einer Agrarreform zugelassen.
Das Parlament ratifizierte am 16. November 1994 mit 301 gegen 8 Stimmen bei 13 Enthaltungen den Beitritt zum Atomwaffensperrvertrag unter Vorbehalt. Die Rechtsgültigkeit sollte erst dann erfolgen, wenn die Atommächte, die USA, Russland, Großbritannien, Frankreich und die Volksrepublik China der Ukraine Sicherheitsgarantien gäben. Dazu gehörte die Anerkennung ihrer Unabhängigkeit, Souveränität und territorialen Integrität sowie ein Verzicht auf eine Politik des wirtschaftlichen Drucks.
Am 22./23. November 1994 besuchte Präsident Kutschma die USA und unterzeichnete in Washington zusammen mit US-Präsident Bill Clinton eine Charta der amerikanisch-ukrainischen Partnerschaft, Freundschaft und Kooperation. Die USA gewährten der Ukraine zudem eine Wirtschaftshilfe in Höhe von 900 Millionen US-Dollar.
Am 5. Dezember 1994 trat die Ukraine zusammen mit Belarus und Kasachstan dem Atomwaffensperrvertrag ohne Vorbehalt bei. Am Rande des Gipfeltreffens der KSZE am selben Tag in Budapest wurden die Ratifikationsurkunden zum Abrüstungsabkommen START I zwischen den Präsidenten der USA, Russlands, der Ukraine, Belarus’ und Kasachstans ausgetauscht und der am 31. Juli 1991 unterzeichnete START I-Vertrag trat somit am 5. Dezember 1994 in Kraft. Russland, die USA und Großbritannien gaben Sicherheitsgarantien ab und bekräftigten mit dem Budapester Memorandum die Unverletzlichkeit der Grenzen und die territoriale Integrität der Ukraine.
Schließlich unterstützte die Weltbank am 22. Dezember 1994 das Land mit einem Kredit von rund 500 Millionen US-Dollar.

## 1995
Präsident Kutschma hob die im Juli 1994 durch das Parlament untersagte Privatisierung von Staatsbetrieben per Dekret wieder auf, und der Staat begann am 2. Januar 1995 mit der Ausgabe von Privatisierungsgutscheinen die in Aktien von Staatsbetrieben eingetauscht werden konnten. Vorgesehen war eine erste Privatisierungswelle von rund 8000 Betrieben.
Am 24. Januar 1995 unterzeichnete Kutschma in Moskau mit dem russischen Präsidenten Boris Jelzin ein Handels- und Wirtschaftsabkommen.
Am 17. März 1995 hob das ukrainische Parlament die Verfassung der Krim auf und schaffte das Amt des Präsidenten der Krim wieder ab. Der Autonomiestatus innerhalb der Ukraine blieb grundsätzlich erhalten. Gegen den abgesetzten Präsidenten der Krim, Juri Merschkow, wurden wegen „Verletzung der Verfassung und der Gesetze der Ukraine“ strafrechtliche Ermittlungen eingeleitet. Wenige Tage später sprach das
prorussische Regionalparlament der Krim am 22. März den von Präsident Kutschma eingesetzten Ministerpräsidenten der Krim Anatolij Franchuk das Misstrauen aus und wählte Anatolij Drobotov als Ministerpräsidenten.
Am 24. März 1995 vereinbarten die Regierungen der Ukraine und Russlands eine Umstrukturierung der ukrainischen Schulden bei Russland in Höhe von 4 Milliarden US-Dollar, darunter 1,5 Milliarden US-Dollar für Erdgas- und Erdöllieferungen.
Präsident Kutschma stellte die Krim am 1. April 1995 per Dekret unter seine direkte Kontrolle und setzte Anatolij Franchuk wieder als Vorsitzenden des Ministerrats der Krim ein. Die Ernennung der Regierung der Krim bedurfte künftig der Zustimmung des ukrainischen Präsidenten, der damit faktisch den Autonomiestatus der Krim aufhob.
Am 9. April 1995 gewährte der Internationale Währungsfonds (IWF) nach Erfüllung von Auflagen zur Sanierung des Staatshaushaltes der Ukraine einen Kredit über 997 Millionen SZR (ca. 1,5 Milliarden US-Dollar). Am 10. Juni 1995 erfolgte eine weitere Zahlung im Rahmen der Transformationsökonomie (Systemtransformationsfazilität, STF) über 249 Millionen SZR (374 Millionen US-Dollar). US-Präsident Bill Clinton besuchte die Ukraine Mitte Mai und traf am 11./12. Mai 1995 in Kiew mit Präsident Kutschma zusammen. Ende Mai 1995 fand im Rahmen der bilateralen Charta zwischen den USA und der Ukraine ein gemeinsames Militärmanöver bei Lwiw (Lemberg) statt.
Im Rahmen der Organisation für Sicherheit und Zusammenarbeit in Europa (OSZE) fand vom 1. bis 15. Mai 1995 im schweizerischen Locarno ein Treffen von Vertretern der Ukraine und der Krim statt. Infolge der Gespräche setzte das Parlament der Krim am 31. Mai 1995 das geplante Verfassungsreferendum aus. Im Gegenzug verzichtete das ukrainische Parlament auf die Auflösung des Parlaments der Krim.
Am 9. Juni 1995 vereinbarte der russische Präsident Boris Jelzin mit Präsident Kutschma in Sotschi, dass der Marinestützpunkt von Sewastopol weiterhin Stützpunkt der russischen Schwarzmeerflotte bleibe und dass die militärische Infrastruktur der Krim von Russland genutzt werden dürfe.
Schließlich ordnete Präsident Kutschma am 22. August 1995 die Wiederherstellung der teilweisen Autonomie der Krim an, bis zur Errichtung einer neuen ukrainischen Verfassung. Die Ernennung des Vorsitzenden des Ministerrats der Krim erfolgte wieder durch das Parlament der Krim, allerdings nur in Absprache mit dem ukrainischen Präsidenten.

## 1996
Am 1. Februar 1996 trat ein Interimsabkommen zwischen der Europäischen Union und der Ukraine in Kraft, welches die handelsrelevanten Bereiche des Partnerschafts- und Kooperationsabkommens in Kraft setzte.
Im Juni 1996 verabschiedete die „Werchowna Rada“, das ukrainische Parlament, die neue Verfassung der Ukraine. Erste Schritte auf dem Weg der Demokratisierung konnten gegangen werden. Dennoch zeigten sich in den neuen Bestimmungen des ersten Wahlgesetzes (nach der Unabhängigkeit 1991) einige Tücken. So verlangte das Wahlgesetz eine Beteiligung der absoluten Mehrheit der Wahlberechtigten in den Wahlkreisen. Diese Bestimmung führte zu einer Serie von Nachwahlen und zu einer andauernden Unterbesetzung des „Obersten Rates“.
Auf Vorschlag von Präsident Kutschma wurde am 28. Juni 1996 Pawlo Lasarenko zum Ministerpräsidenten der Ukraine gewählt. Im Juli 1996 überlebte Lasarenko ein Attentat, als in Kiew eine ferngezündete Bombe in der Nähe seines Autos explodierte.
Zur außenpolitischen Orientierung seines Landes führte Präsident Kutschma in einer Rede vor der Parlamentarischen Versammlung der WEU im Juni 1996 aus:

„Das strategische Ziel unseres Landes ist die Integration in die europäischen und euroatlantischen Strukturen. Die Ukraine hofft, in ihrer Absicht verstanden zu werden, eine graduelle, partnerschaftliche Kooperation mit EU, WEU und NATO zu etablieren, und aktiv zu sein bei der Gestaltung der neuen europäischen Sicherheitsarchitektur. Unsere volle EU-Mitgliedschaft ist unsere Priorität und folgt nicht Mode oder politischem Romantizismus, sondern das ist unsere profunde pragmatische Entscheidung, weil es die EU ist, die das Image Europas im 21. Jahrhundert prägen wird.“

Kutschma führte in seiner ersten Amtszeit eine Währungsreform durch. Im September 1996 wurde die neue Währung Hrywnja eingeführt, deren Wert damals in der Größenordnung etwa einer DM entsprach. Durch das Handeln einer selbstständigen Nationalbank konnte die Inflation stark vermindert und der Wert des neuen Geldes relativ stabil gehalten werden. Selbst als der Kurs des russischen Rubels im Sommer 1998 dramatisch abstürzte, waren die ukrainischen Währungshüter in der Lage, die Hrywnja kontrolliert abzuwerten. Während der Krise des Rubels 1998, lag die Inflation bei 20 %, im Vergleich zu 1994, wo sie bei 900 % lag. Parallel dazu konnte die Regierung den Export steigern, was die Inflation ebenfalls bremste. Begleitend dazu ging eine starke Verminderung des schwarzen Tauschhandels von Devisen einher, was dem Staat zusätzliche Einnahmen brachte.

## 1997
Am 9. Juli unterzeichneten die Ukraine auf dem NATO-Gipfel in Madrid 1997 die NATO-Ukraine-Charta, einen militärischen Partnerschaftsvertrag. Danach verpflichtet sich die Ukraine auf Beschluss des Nordatlantikrates an militärischen Operationen im Rahmen eines Verbundes multinationaler Streitkräfte teilzunehmen, die entweder mit Mandat des UN-Sicherheitsrates durchgeführt werden oder unter Leitung der OSZE stehen.
Im Sommer 1997 verlor Ministerpräsident Pawlo Lasarenko das Vertrauen von Präsident Kutschma und trat schließlich am 2. Juli 1997 von seinem Amt zurück. Gegen ihn wurden Korruptionsvorwürfe erhoben. Sein Nachfolger von 19. Juni 1997 bis 16. Juli 1997 wurde Wassyl Durdynez und ab 16. Juli 1997 Walerij Pustowoitenko.

## 1998

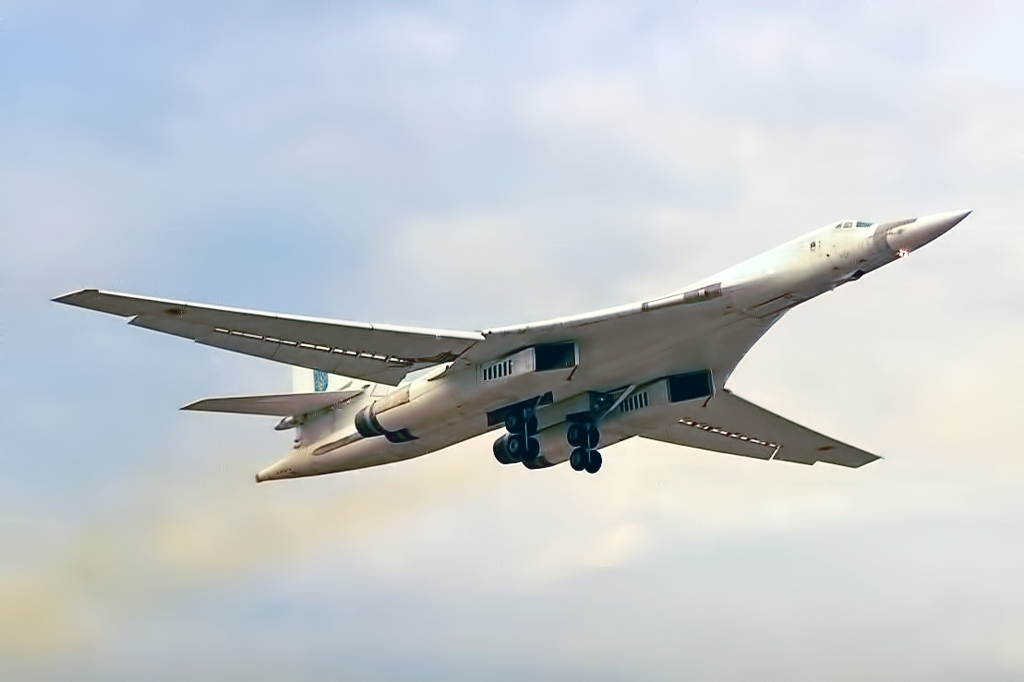
Ein schwerer strategischer Schwenkflügel-Überschallbomber des Typs Tupolew Tu-160 aus sowjetischer Produktion mit ukrainischen Hoheitsabzeichen (1997)

Die Erfahrung über die Abstimmung zur Verfassung und der Wahlen von 1994 führten zu weiteren Änderungen des Wahlsystems. Bei der zweiten Parlamentswahl im Frühjahr 1998 wurde die Zahl der notwendigen Wahlgänge und die Zahl der Parteien auf acht reduziert, aufgrund einer Vier-Prozent-Hürde.
In der im März 1998 gewählten Werchowna Rada kam es zu einem starken Bündnis der linken Parteien – Kommunisten, Sozialisten, Progressive Sozialisten und Bauernpartei – die im laufenden und dem folgenden Jahr jedoch keine parlamentarische Mehrheit bilden konnten. Der Prozess der Hinwendung zu EU und NATO verlief langsamer.
Im Juni 1998 kam es zur ersten Tagung des Kooperationsrates zwischen der Europäischen Union und der Ukraine und am 16. Oktober 1998 fand in Wien (Österreich) der erste EU-Ukraine-Gipfel statt. Dabei betonte Leonid Kutschma, er erwarte ein Signal einer langfristigen EU-Beitrittsperspektive für sein Land. Kutschma forderte die EU auf, konkrete Verhandlungen mit der Ukraine über die Schaffung eines Freihandelsabkommens aufzunehmen.
Da der Erhalt einer strategischen Bomberflotte im Rahmen der Abrüstungsverhandlungen ohnehin nicht vorgesehen war, begann die Ukraine ab 13. November 1998 mit der Verschrottung der 15 Bomber des Typs Tu-95MS vom Standort Usyn und der Vernichtung der 575 Marschflugkörper des Typs Ch-55. Seit der Auflösung der Sowjetunion 1991 befanden sich 19 Tupolew Tu-160 auf dem Luftwaffenstützpunkt Pryluky mit ukrainischen Hoheitsabzeichen. Abgeschnitten von Ersatzteillieferungen aus Russland, sanken die geleisteten Flugstunden rapide ab. Das ukrainische Luftwaffenpersonal verfügte zudem nicht über ausreichende Möglichkeiten, um die komplizierte und störanfällige Technik zu beherrschen.
Als zehn ukrainische Tu-160 zur Verschrottung gingen, reagierte Russland, da nur sechs Tu-160 nach dem Ende der Sowjetunion in der Russischen Föderation verblieben waren. Der amtsführende russische Präsident Wladimir Putin erreichte im Winter 1999/2000 gegen die Verrechnung von Altschulden aus Gaslieferungen von der Ukraine die Auslieferung der noch vorhandenen drei Tu-95MS, acht Tu-160 sowie der zugehörigen 575 Marschflugkörper. Diese acht Tu-160 waren von besonderem Interesse für die russischen Streitkräfte, da sie zum damaligen Zeitpunkt noch über 80 bis 90 Prozent ihrer Betriebszeit verfügten. In der Ukraine blieb eine einzige Tu-160 in einem Museum auf der Basis Poltawa zurück.

## 1999
Die Oppositionspartei Narodnyj Ruch Ukrajiny, die mit 46 Abgeordneten die zweitstärkste Fraktion im Parlament bildete, spaltete sich im Februar 1999. Auf dem Parteitag sprachen sie ihrem Parteivorsitzenden Wjatscheslaw Tschornowil das Misstrauen aus. Tschornowil kündigte daraufhin an, mit 18 Abgeordneten des Parlaments eine neue Fraktion zu gründen. Er verstarb einen Monat später bei einem Verkehrsunfall.
Der Internationale Währungsfonds (IWF) verweigerte im Oktober 1999 der Ukraine weitere Kredite wegen unzureichender Wirtschaftsreformen im Agrar- und Energiesektor und anhaltend hoher Subventionen der kommunalen Tarife. Im Herbst 1999 konnte die Ukraine ihre Auslandsschulden nicht mehr begleichen.
Bei den Präsidentschaftswahlen im Oktober und November 1999 wurde Leonid Kutschma im Amt bestätigt. Im ersten Wahlgang erhielt Kutschma 36,5 Prozent der Stimmen, und der Vorsitzende der Kommunistischen Partei der Ukraine, Petro Symonenko, erreichte 22,2 Prozent der Stimmen. 11 weitere Kandidaten erreichten zusammen 41,3 Prozent. Bei der Stichwahl im November 1999 konnte sich Kutschma mit 56,3 Prozent gegen Symonenko mit 37,8 Prozent der Stimmen durchsetzen. Während des ersten Wahlgangs wurde von Unbekannten in Krywyj Rih ein Handgranatenanschlag auf die Präsidentschaftskandidatin der Progressiven Sozialistischen Partei der Ukraine (PSPdU) Natalija Witrenko verübt, den sie überlebte. 30 weitere Personen wurden ebenfalls schwer verletzt. Die Polizei verhaftete den Russen Sergej Iwantschenko als Täter, der Wahlhelfer des sozialistischen Präsidentschaftskandidaten Oleksandr Moros war.
Im Dezember 1999 wurde der von Kutschma vorgeschlagene bisherige Chef der Nationalbank Wiktor Juschtschenko von 296 der 450 Abgeordneten des Parlaments zum Ministerpräsidenten ernannt. Er sicherte sich eine stabile parlamentarische Mehrheit der Liberalen, Zentristen und Rechtsparteien. Um die Jahreswende 1999/2000 änderte sich das Kräfteverhältnis zu Gunsten der Regierungskräfte. Liberale, Zentristen, nationaldemokratische und rechte Parteien schlossen nach Verhandlungen durch Leonid Krawtschuk (1. Präsident der Ukraine) ein überfraktionelles Bündnis und wählten den von den Sozialisten gestellten Parlamentspräsidenten Olexander Tkatschenko ab.
Im Dezember 1999 schaffte die Ukraine die Todesstrafe ab, nachdem das Verfassungsgericht sie für rechtswidrig erklärt hatte.

## 2000
Im Jahr 2000 stieg die Industrieproduktion in der Ukraine um 12,9 % und das Bruttoinlandsprodukt um 6 Prozent. Wiktor Juschtschenko legte einen ausgeglichenen Haushaltsplan vor und konnte die Auslandsschulden von 12,4 auf 10,2 Milliarden US-Dollar reduzieren. Juschtschenko führte eine Agrarreform durch. Bis zum April 2000 wurden die Kolchosen aufgelöst; die Bauern erhielten einen Landanteil übertragen. In diesem Wirtschaftsbereich stieg daraufhin die Produktion erheblich an. Zum ersten Mal erzielte die Ukraine eine positive Handelsbilanz. Die Pensionsschulden des Staates konnten erstmals seit der Unabhängigkeit völlig beglichen werden, obwohl sich die Zahl der Pensionsempfänger seit 1993 verdoppelt hatte.
In einem verfassungsrechtlich höchst umstrittenen Referendum im April 2000, das Leonid Kutschma initiiert hatte, stimmten fast 89 % der Wähler für die Stärkung des Präsidialamtes, die Beschneidung der Befugnisses des Parlaments und die Einschränkung der Abgeordnetenimmunität. Kutschma plante auch eine Verkleinerung des ukrainischen Parlaments von 450 auf 300 Abgeordnete. In einem neuen Zweikammerparlament sollten die Abgeordneten der ersten Kammer weiterhin durch Parlamentswahlen gewählt werden. Die zweite Kammer sollte aus Abgeordneten bestehen, die der Präsident selbst ernennt. Die Opposition warf Präsident Kutschma vor, eine Diktatur mit einem Scheinparlament aufbauen zu wollen. Bereits vor der Abstimmung drohte der Europarat die Mitgliedschaft der Ukraine ruhen zu lassen, ließ sich aber durch eine ukrainische Delegation versichern, dass die Immunitätsbeschränkung im Rahmen der Verfassung umgesetzt werde. Das Verfassungsgericht erlaubte die Umsetzung unter Auflagen und unter Mitwirkung des Parlamentes.
Im November 2000 erhielt die Ukraine die von der Schweiz blockierten Gelder in Höhe von umgerechnet 13,4 Millionen DM wegen Veruntreuung und Geldwäsche durch den ehemaligen Ministerpräsidenten Pawlo Lasarenko zurück.

## 2001

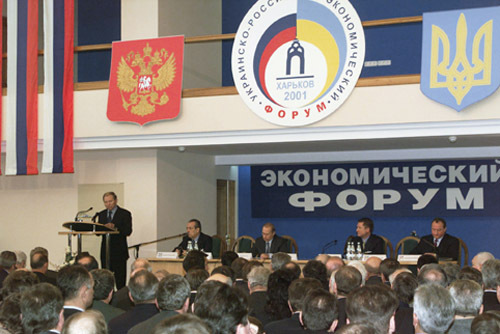
Russisch-ukrainisches Wirtschaftsforum am 14. Dezember 2001 in Charkiw

Zu Beginn des Jahres 2001 verabschiedete die Werchowna Rada ein Gesetz, das Leiter von Betrieben aller Eigentumsformen bei Nichtauszahlung von Löhnen mit Gefängnis oder Geldstrafe bedrohte.
Auch auf dem Gebiet des Energiemarktes fanden Veränderungen statt. Der Anteil der sofort bezahlten Stromlieferungen konnte deutlich erhöht werden, auch der Staat beglich Stromrechnungen für staatliche Einrichtungen.
Kutschmas Ruf war durch ein mitgeschnittenes Gespräch zwischen ihm, seinem Innenminister und dem Leiter der Präsidialverwaltung, geschädigt. Wegen des Tonbands geriet Kutschma in den direkten Verdacht einer Beteiligung an der Ermordung des kritischen Journalisten Heorhij Gongadse. Die genauen Umständes des Todes Gongadses im September 2000 sind bis heute ungeklärt.
Während Wiktor Juschtschenkos Amtszeit als ukrainischer Ministerpräsident bis Mai 2001 war Julija Tymoschenko dessen Stellvertreterin mit Verantwortung für den Energiebereich. Ihre Aufgabe war es, den korrupten Energiesektor des Landes zu reformieren. Präsident Kutschma entließ sie im Januar 2001 aus dem Amt und sie wurde anschließend durch die ukrainischen Behörden verfolgt. 2001 saßen Tymoschenko und ihr Mann einige Wochen lang wegen der EESU-Geschäftspraktiken in Untersuchungshaft. In Russland lief gegen sie außerdem ein Verfahren wegen Bestechung von Militärs, deshalb gelangte sie im Dezember 2004 auf der Suchliste von Interpol.
Am 1. Februar 2001 gingen einige Tausend Anhänger der Bewegung „Ukraine ohne Kutschma“ auf die Straße und fordern den Rücktritt des Präsidenten. Am selben Tag gründeten fünfzehn namhafte ukrainische Politiker das „Forum zur nationalen Rettung“. Ziel dieser Politiker war die Umwandlung der Ukraine von der präsidialen zur parlamentarischen Republik, d. h. die Vollmachten des Staatspräsidenten sollten auf repräsentative Aufgaben reduziert werden.
Bei einem Treffen in der Industriestadt Dnipropetrowsk am 12. Februar 2001 mit seinem russischen Amtskollegen Wladimir Putin vereinbarte Kutschma eine engere Zusammenarbeit in der Rüstungs- und Weltraumindustrie. Zum Märzbeginn 2001 kam es in Kiew zu einer weiteren großen Demonstration gegen den Präsidenten. In einer Straßenschlacht mit den Sicherheitskräften kam es zu 200 Verhaftungen, man geht von insgesamt fast 20.000 Teilnehmern aus, darunter auch der Führer der Partei Una-Unso („Ukrainische Nationalversammlung – Ukrainische Nationale Selbstverteidigung“), zahlreiche Demonstranten werden verletzt.
Ende April 2001 brachten die Kommunisten im Parlament einen Misstrauensantrag ein, das ukrainische Parlament (Werchowna Rada) sprach der Regierung von Ministerpräsident Wiktor Juschtschenko das Misstrauen aus. Für die Abwahl stimmten neben den Kommunisten, die im Parlament die stärkste Fraktion stellten, die Sozialdemokraten, die Arbeitspartei und verschiedene kleinere Parteien. Ende Mai wählte das ukrainische Parlament den von Staatspräsident Leonid Kutschma vorgeschlagenen Kandidaten Anatolij Kinach mit 239 von 400 anwesenden Abgeordneten (insgesamt zählte das Parlament 450 Abgeordnete) zum neuen Ministerpräsidenten.
Bereits in der zweiten Jahreshälfte 2000 war Juschtschenko politisch unter Druck geraten und Präsident Kutschma rückte mehr und mehr von ihm ab. Durch ein Misstrauensvotum des Parlaments, bei dem kommunistische und kutschmatreue Politiker eine Mehrheit bildeten, wurde Ministerpräsident Juschtschenko 2001 abgewählt. Damit war auch die antikommunistische Mehrheitskoalition im Parlament zerbrochen. Juschtschenkos Nachfolger als Ministerpräsident war übergangsweise Anatolij Kinach, gefolgt von Wiktor Janukowytsch.

## 2002
- Parlamentswahl in der Ukraine.[13]

## 2003
Während des Irakkrieges 2003 war die Ukraine an der Koalition der Willigen beteiligt und entsandte 1650 Soldaten mit militärischem Gerät in den Irak. Mit seinem Kontingent verfügte das Land über die sechstgrößte Truppenstärke im besetzten Irak. Es befand sich im territorialen Zuständigkeitsbereich Polens. Zurzeit befinden sich im Irak aber nur noch 34 ukrainische Offiziere, da das gesamte Kontingent, wie auch die Truppen vieler anderer Staaten, inzwischen zurückbefohlen wurde.
Russland baut einen Damm zur umstrittenen ukrainischen Insel Tusla, die Ukraine schickt Truppen.
Im Rahmen der jahrelangen russisch-ukrainischen Scharmützel auf dem Asowschen Meer – Willkür, Erpressung, Entführungen, Mord – schlug Präsident Kutschma eine Grenzlinie vor.

## 2004
Siehe Präsidentschaftswahl in der Ukraine 2004
Die politischen Veränderungen werden im Artikel Orange Revolution beschrieben, das Wirken der Jugendorganisation Pora! im gleichnamigen Artikel.

## 2005

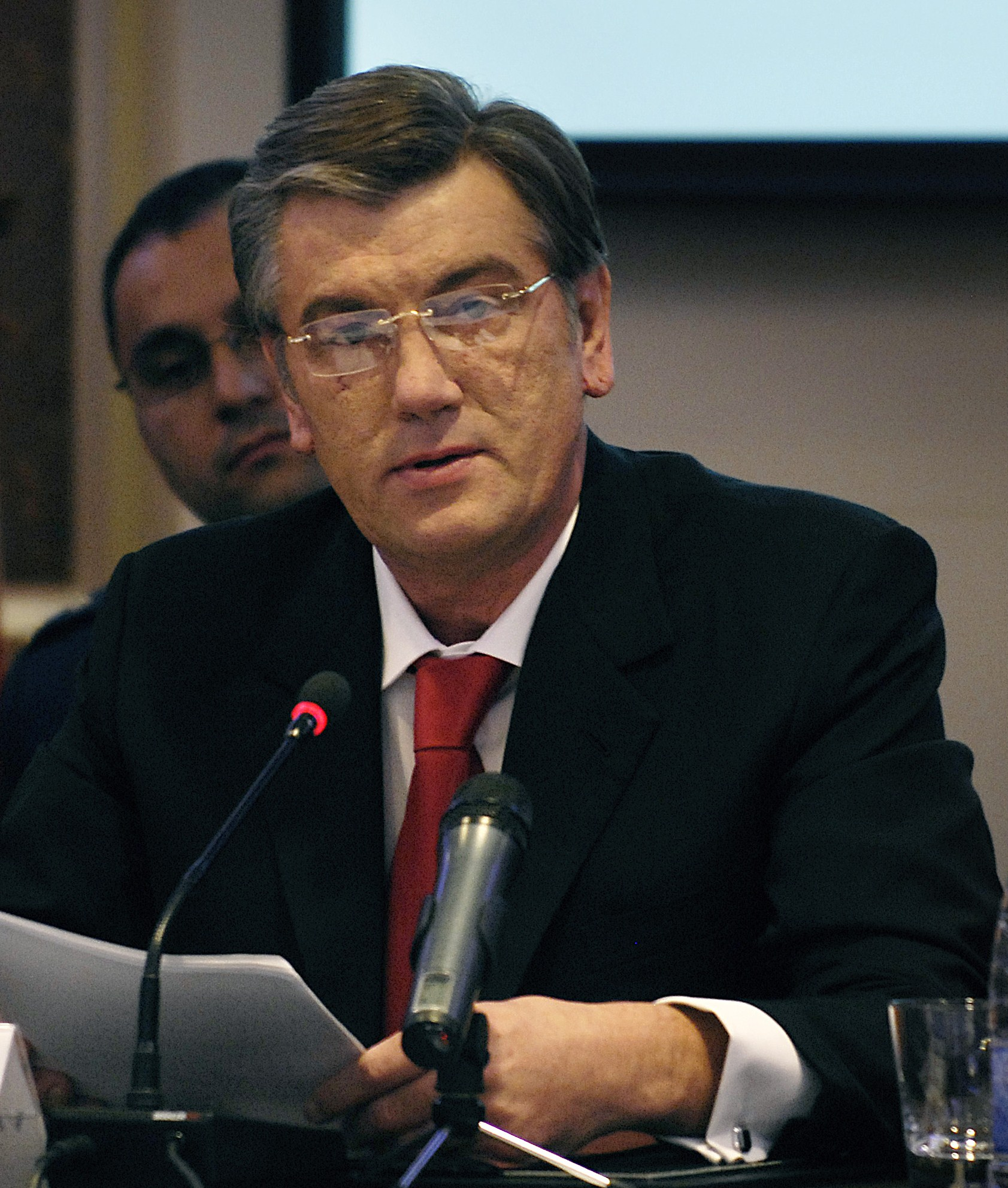
Wiktor Juschtschenko, von 2005 bis 2010, dritter Präsident der Ukraine

In einer Rede vor der Parlamentarischen Versammlung des Europarats am 25. Januar 2005 in Straßburg, führte Präsident Wiktor Juschtschenko aus, dass die Westorientierung und damit verbunden die Mitgliedschaft in der Europäischen Union das strategische Ziel der Ukraine sei.
Juschtschenko bekräftigte das in einer Rede am 8. März 2005 vor dem Deutschen Bundestag:

„Ich hoffe, bis zum Jahr 2007 können wir die Verhandlungen über den Abschluss eines europäischen Assoziierungsvertrags abschließen, der den Weg zur Mitgliedschaft eröffnen wird… Wir begrüßen die Position unserer Partner, die der Europäischen Union vorschlagen, eine neue Perspektive für die Beziehungen mit der Ukraine zu erarbeiten. Das sind wichtige Signale – wir betrachten sie als Unterstützung unserer Pläne. Ich bin sicher, die Anerkennung der europäischen Perspektive für die Ukraine durch Deutschland wird nicht lange auf sich warten lassen. Für uns eröffnet der Weg in die Europäische Union vor allem die Möglichkeit, das gesamte Potenzial unseres Landes zu realisieren.“

Am 25. Februar 2005 unterzeichneten die Ukraine und die EU einen bilateralen Aktionsplan, der bis 2008 Gültigkeit besaß und das Partnerschaftsabkommen von 1994 ersetzte. Dieser Aktionsplan bot keine Beitrittsperspektive, beinhaltete aber die Konvergenz des ukrainischen Rechtssystems mit dem EU-Recht, die Einhaltung der Menschenrechte, die Schaffung einer Marktwirtschaft und eine stabile politische Entwicklung. Er sah zusätzlich den Beginn eines Dialogs über die Schaffung einer Freihandelszone zwischen der EU und der Ukraine vor, allerdings war die Voraussetzung dafür die Aufnahme der Ukraine in die WTO.

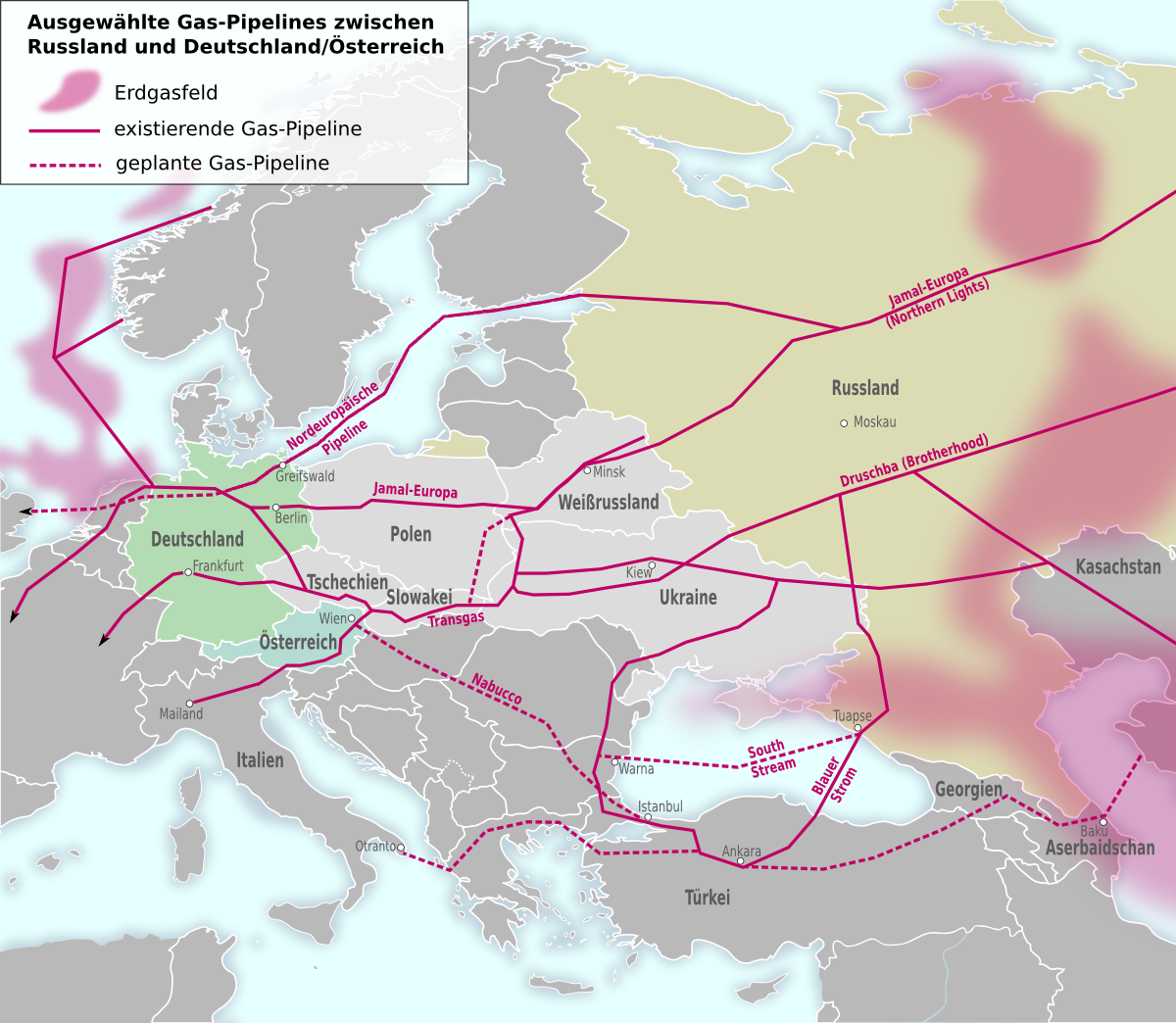
Karte von bestehenden und geplanten Gaspipelines in Europa

Der russisch-ukrainische Gasstreit begann im März 2005, als Russland die Bedingungen für Transittransporte von Erdgas über ukrainisches Territorium nach Westeuropa sowie den Preis, den die Ukraine für Erdgasimporte zahlen sollte, zugunsten marktorientierter Preispolitik neu festlegte. Weil die Ukraine sich weigerte, den neuen Bedingungen zuzustimmen und ein Vertrag für 2006 bis zuletzt ausblieb, stellte Russland am 1. Januar 2006 die Gasexporte in die Ukraine ein. Das führte kurzzeitig zu Lieferengpässen in verschiedenen europäischen Staaten. Zahlreiche politische Beobachter gingen davon aus, dass Russland diese Schritte wegen der Annäherung der Ukraine an den Westen unternommen hatte. Als weiterer Grund wurde angegeben, die Popularität des Präsidenten und seiner Partei solle beim ukrainischen Volk vor den Wahlen im Frühling 2006 beeinträchtigt werden. Auch versuche Russland, sich der Kontrolle der ukrainischen Pipelines zu bemächtigen. Russland stellte fest, die Erhöhung der Gaspreise erfolge aus rein wirtschaftlichen und nicht aus politischen Gründen. Im Falle von Belarus, das russisches Erdgas zu einem Preis von nur 48 US$ bezog, verwies Russland auf eine vollkommen andere Situation bei den Eigentumsverhältnissen am belarussischen Leitungssystem und den dazugehörigen Grundstücken. Um einen extrem reduzierten Preis beizubehalten, übergab Belarus sein Leitungssystem unter die Kontrolle eines russisch geführten Konsortiums. Ein ähnliches Geschäft wurde von Gazprom auch der Ukraine angeboten, die Ukraine lehnte aber ab.
Die erste Regierung unter Julija Tymoschenko, das Kabinett Tymoschenko I, wählte das ukrainische Parlament am 4. Februar 2005 mit großer Mehrheit. Präsident Wiktor Juschtschenko setzte das gesamte Kabinett Anfang September 2005 ab, mit Hinweis auf Korruption von Amtsträgern. Es folgte das Kabinett Jechanurow, das bis Anfang Januar 2006 bestehen blieb.
Wegen Problemen bei den Grenzkontrollen wandte sich der ukrainische Präsident an die EU. Daraufhin beschloss die EU mit der Ukraine und Moldawien am 30. November 2005 das Abkommen zur Unterstützung bei Grenzkontrollen für Moldawien und die Ukraine. Die EUBAM wurde als Reaktion auf einen gemeinsamen Brief der Präsidenten von Moldawien und der Ukraine, Vladimir Voronin und Viktor Juschtschenko, geschlossen. In diesem Schreiben vom 2. Juni 2005 hatten Voronin und Juschtschenko die Europäische Union um zusätzliche Unterstützung bei der Verwaltung – sowohl der Grenzüberwachung als auch Zoll – der gesamten gemeinsamen Grenze gebeten. Am 7. Oktober 2005 wurde gemeinsam eine Vereinbarung über die Grenz-Unterstützungsmission unterzeichnet.

## 2006
Anfang 2006 vereinbarte das ukrainische Unternehmen Naftohas neue günstigere Bedingungen mit dem russischen Lieferanten.
Die Regierung unter Präsident Juschtschenko verkündete wiederholt das Ziel einer Westbindung der Ukraine und strebte einen EU-Beitritt des Landes an. Siehe dazu: Ukrainischer EU-Beitritt.
In der ersten Parlamentswahl  nach der Orangen Revolution am 26. März 2006 erreichte die Partei des bisherigen Präsidenten Juschtschenko nur den dritten Platz, Wiktor Janukowytschs Partei erzielte die meisten Stimmen und Julija Tymoschenkos Liste lag auf Platz zwei. Zunächst wurde im Juni 2006 eine Neuauflage der Koalition zwischen dem Block Julija Tymoschenko, der Volksunion „Unsere Ukraine“ und der Sozialistischen Partei beschlossen. Tymoschenko sollte wieder Ministerpräsidentin werden, der bisherige Ministerpräsident Jurij Jechanurow war als neuer Parlamentspräsident vorgesehen. Diese Koalition zerbrach aber kurze Zeit danach.
In den folgenden Wochen wurde immer deutlicher, dass nur eine Koalition von der Volksunion Unsere Ukraine mit Wiktor Janukowytsch Partei der Regionen eine stabile Mehrheit erreichen konnte. Nach zähen Verhandlungen einigten sich die Parteien auf eine gemeinsame Regierung. Am 2. August 2006 erklärte Präsident Juschtschenko, dass er seinen ehemaligen Rivalen Janukowytsch für das Amt des Ministerpräsidenten vorschlagen werde. Mit der Koalitionsvereinbarung zwischen Janukowytsch und Juschtschenko war die viermonatige Regierungskrise der Ukraine zunächst beendet. Janukowytsch wurde am 6. August von einer Mehrheit im Parlament bestätigt.

## 2007

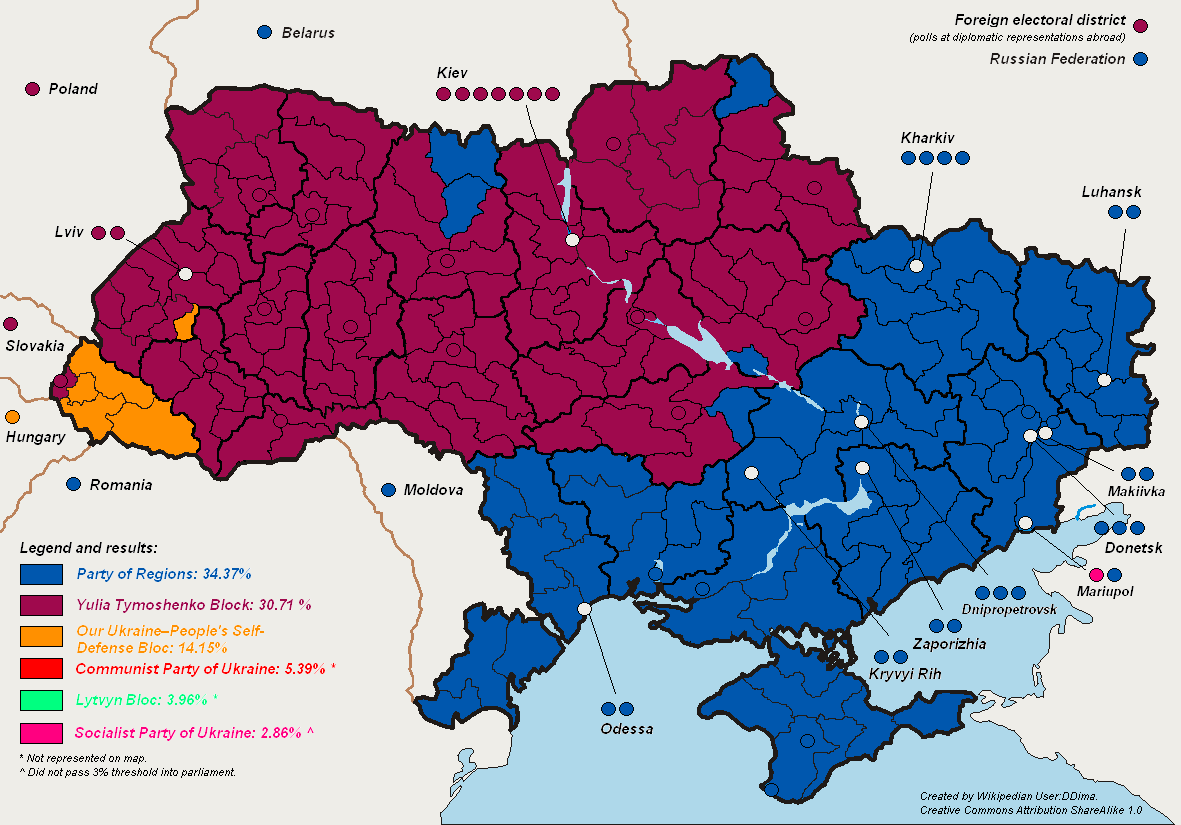
Parlamentswahlen 2007: stärkste Kraft nach Wahlbezirken

Im April 2007 löste Präsident Wiktor Juschtschenko das aus den Wahlen im März 2006 hervorgegangene ukrainische Parlament auf und setzte Neuwahlen für den 30. September 2007 an. Einige Tage vor dem Wahlgang hatte der russische Botschafter in Kiew, Wiktor Tschernomyrdin angekündigt, im Falle einer Wahl Julija Tymoschenkos zur Ministerpräsidentin würde der Gaspreis für die Ukraine deutlich steigen. Am 2. Oktober erklärte der staatliche russische Gaskonzern Gazprom, die Ukraine habe noch Schulden für geliefertes Gas zu begleichen und setzte ein Ultimatum bis Ende Oktober für die Schuldentilgung. Die Partei der Regionen mit Janukowytsch an der Spitze wurde bei den Wahlen erneut stärkste Kraft, einigte sich diesmal aber mit dem zweitplatzierten Block Tymoschenkos. Das neue Parlament wählte daraufhin am 18. Dezember 2007 Julija Tymoschenko zur neuen Ministerpräsidentin, die anschließend ihr 2. Kabinett bildete.

## 2010
Siehe:

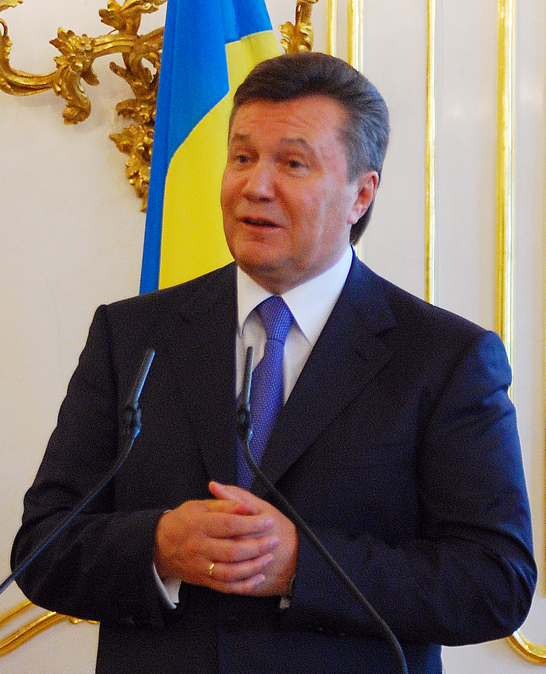
Wiktor Janukowytsch, von 2010 bis 2014, vierter Präsident der Ukraine

- Präsidentschaftswahl in der Ukraine 2010
- Kabinett Asarow I
- Strafverfahren gegen Anhänger von Julija Tymoschenko

Seit Mai 2010 kam es in der Ukraine zu mehreren Strafverfahren gegen bedeutende Anhänger Julija Tymoschenkos und Tymoschenko selbst. Diese wurden international in Teilen von Politik und Medien als systematische politische Maßnahme infolge der Wahlniederlage Tymoschenkos zur Präsidentin und der Machtübernahme durch die Partei der Regionen Anfang 2010 aufgefasst. Hauptsächlich wurden sie wegen Amts- oder Machtmissbrauchs angeklagt. Bezüglich dieser Strafverfahren gab es eine Reihe von Appellen der Europäischen Union, der USA, Russlands, der Bürgerrechtsorganisationen, der ukrainischen Gesellschaft im Land selbst und in der Diaspora: Immer wird auf die politische Komponente dieser Strafverfahren geachtet. Die Staatsanwaltschaft der Ukraine behauptet jedoch, dass „die politische Komponente“ fehlt.

## 2011
Am 13. Januar 2011 wurde dem ehemaligen Wirtschaftsminister der Regierung Tymoschenko, Bohdan Danylyschyn, in Tschechien politisches Asyl gewährt. Im Oktober 2010 war er in Prag aufgrund eines von der Ukraine beantragten internationalen Haftbefehls festgenommen worden und befand sich seitdem in Untersuchungshaft.
Am 19. Januar 2011 wandte sich der Ministerpräsident der Regierung der Autonomen Republik Krim, Wassyl Dscharty (PR), in einem offenen Brief an den Vorsitzenden der Vertretung der Krimtataren (Medschlis), Mustafa Abduldschemil Dschemilew und bat ihn, die Krimtataren davon zu überzeugen, eigenmächtig angeeignetes Land wieder freizugeben. Falls ihm das nicht gelinge, werde man die Frage mit Hilfe der Sicherheitskräfte regeln.
Am 1. Februar 2011 verabschiedete das ukrainische Parlament mit 310 Stimmen eine Verfassungsänderung, in der die Angleichung der Wahlperioden der Abgeordneten auf nationaler und kommunaler Ebene auf fünf Jahre festlegt wurde. Zudem wurden die nächsten Parlamentswahlen auf Oktober 2012 und die nächste Präsidentschaftswahl auf März 2015 festgelegt. Am 9. Februar 2011 schalteten 54 Abgeordnete das Verfassungsgericht ein zur Überprüfung der Verfassungsmäßigkeit der Abstimmung über die Verlängerung der Legislaturperiode.

## 2012
Siehe Parlamentswahl in der Ukraine 2012
Seit Oktober 2010 verhandelte die Europäische Union mit der Ukraine über eine Partnerschaft ohne direkte Mitgliedschaft. Ende März 2012 beschloss die EU das Assoziierungs- und Freihandelsabkommen zu paraphieren, um Einfluss auf die Entwicklung in der Ukraine zu behalten. Eine Unterzeichnung bzw. Inkraftsetzung solle es aber nur geben, wenn die ukrainische Justiz aufhöre, gegen Tymoschenko und andere Oppositionspolitiker vorzugehen. Das ausgehandelte Abkommen selbst wurde in Medienberichten als das weitestreichende bezeichnet, das die Europäische Union jemals mit einem Nichtmitglied ausverhandelt hat.
Allerdings wurde auch darauf verwiesen, dass das Abkommen der Ukraine Anpassungsleistungen abverlange, für die das Land kaum gerüstet sei.
Ende November beschließt das ukrainische Parlament das sogenannte Referendumsgesetz, mit dem der Präsident der Ukraine umfangreiche Kompetenzen zur Änderung der Verfassung ohne Volksabstimmungen durchführen zu müssen erhält.

## 2013
Durch aktive Einflussnahme des russischen Präsidenten Putin Ende 2012 und Anfang 2013 sind die Verhandlungen zur Partnerschaft zwischen der Ukraine und der EU ins Stocken geraten. Daraufhin erklärte die litauische Präsidentin Dalia Grybauskaitė im Juli 2013 zu Beginn der Litauischen EU-Ratspräsidentschaft 2013, Litauen sei darauf bedacht, das Assoziierungsabkommen im November 2013 auf dem EU-Gipfel in Vilnius zu unterzeichnen.
Im August 2013 erklärte Putin, dass im Fall der Unterzeichnung des Abkommens mit der EU, Russland „Schutzmaßnahmen“ durchführen werde. Die Importkontrollen auf ukrainische Güter wurden durch die russische Seite verschärft. Der ukrainische Ministerpräsident Mykola Asarow forderte Russland in diesem Zusammenhang dazu auf, die baldige Unterzeichnung des Assoziierungsabkommens mit der EU zu dulden.
Nach einem monatelangen Tauziehen um die Unterzeichnung, in dem von Seiten der EU die Haftentlassung bzw. die Ausreise von Tymoschenko zur medizinischen Behandlung im Ausland zur Bedingung gemacht wurde, beschloss die ukrainische Regierung am 21. November 2013 ein „Einfrieren“ des Abkommens mit der EU. Laut einem Dekret wurde die „Suspendierung des Vorbereitungsprozesses“ angeordnet, um die „nationalen Sicherheitsinteressen zu wahren und die wirtschaftlichen Beziehungen zu Russland zu beleben und den inneren Markt auf Beziehungen auf gleicher Augenhöhe mit der EU vorzubereiten“.
Janukowytsch erklärte dazu, die Ukraine ändere ihren EU-Kurs nicht, das Land strebe aber danach, dass seine nationalen Interessen berücksichtigt werden. Zurzeit sei die Ukraine zum Abschluss des Assoziierungsabkommens aus wirtschaftlichen Gründen noch nicht bereit, eine Unterzeichnung des Assoziierungsabkommens mit der EU im Frühjahr 2014 sei aber möglich. Zuvor müsse man jedoch eine Reihe von aktuellen Problemen im Handel mit Russland lösen. Janukowytsch erklärte weiter, niemand werde in der Lage sein, die Ukraine vom europäischen Weg abzubringen. Das „Einfrieren“ des Abkommens führte zu Demonstrationen und Protesten, die als „Euromaidan“ bezeichnet wurden und sich gegen die Politik der ukrainischen Staatsführung richteten.

## 2014
Ab dem 18. Februar 2014 eskalierten die seit dem Ende des Vorjahres ununterbrochen andauernden Euromaidan-Proteste in Kiew zu blutigen Auseinandersetzungen, die über 80 Todesopfer forderten.
Am 21. Februar 2014 unterzeichneten regierungsseitig der damalige Präsident der Ukraine Wiktor Janukowytsch und oppositionsseitig Vitali Klitschko von der Partei UDAR, Oleh Tjahnybok von der Partei Allukrainische Vereinigung „Swoboda“ sowie Arsenij Jazenjuk von der Partei Allukrainische Vereinigung „Vaterland“ die Vereinbarung über die Beilegung der Krise in der Ukraine, die die Beilegung des Konflikts herbeiführen sollte und von den Außenministern Deutschlands, Frankreichs und Polens sowie einem Vertreter Russlands zuvor vor Ort in mehrtägigen Gesprächen mit den beteiligten Interessengruppen verhandelt wurde.
Nur einen Tag später, am 22. Februar 2014, erklärte das ukrainische Parlament den Präsidenten Janukowytsch, der wenige Stunden zuvor zunächst in die Ostukraine und später nach Russland floh, für abgesetzt. Die mehr als zwei Jahre lang inhaftierte Julija Tymoschenko kam am gleichen Tag frei. Gleichentags wurde außerdem Oleksandr Turtschynow zum Parlamentspräsident gewählt.
Am 23. Februar 2014 wurde der erst tags zuvor zum Parlamentspräsidenten gewählte Oleksandr Turtschynow zum neuen Interimspräsidenten der Ukraine gewählt.
Am 26. Februar 2014 einigte sich der „Maidan-Rat“, ein Zusammenschluss der führenden Gruppen der Protestbewegung, auf Arseni Jazenjuk als Kandidaten für das Amt des Ministerpräsidenten einer Übergangsregierung sowie auf eine Reihe Kandidaten für dessen Kabinett. Am Folgetag wurde Jazenjuk zum Regierungschef gewählt und bildete daraufhin sein Kabinett. Präsidentschaftswahlen wurden für den 25. Mai anberaumt.
Während der Annexion der Krim 2014, in deren Rahmen am 11. März 2014 das Parlament der Autonomen Republik Krim mit 78 von 81 anwesenden Abgeordneten eine Unabhängigkeitserklärung annahm, wurde bereits vor einem geplanten Referendum faktisch die Loslösung von der Ukraine eingeleitet. 19 Abgeordnete nahmen an der Abstimmung nicht teil. Zudem ordnete die pro-russische Regierung unter Führung von Sergei Aksjonow die Verstaatlichung der auf der Krim stationierten Schiffe, Boote und Einrichtungen der ukrainischen Seestreitkräfte an. Am 21. April übergab Russland 13 der 70 ukrainischen Kriegsschiffe wieder an die Ukraine. Die Schiffe wurden in neutralen Gewässern an die ukrainischen Besatzungen übergeben und nach Odessa überführt.
Die Ereignisse vom Februar 2014 in Kiew und die völkerrechtswidrige Annexion der Krim 2014 durch Russland wuchsen zur/zum russischen Krieg in der Ukraine seit 2014, in dessen Rahmen östliche und südliche Oblasten der Ukraine in bewaffnete Konflikte verstrickt wurden. Aus den am 25. Mai stattgefundenen Präsidentschaftswahlen ging Petro Poroschenko bereits im ersten Wahlgang als Sieger hervor. Seine Amtseinführung fand am 7. Juni 2014 statt. Am 5. September wurde das Protokoll von Minsk unterzeichnet, das den seit April 2014 andauernden Krieg beenden sollte.
Am 2. Dezember 2014 wurde eine Koalitionsregierung, die sich nach der Parlamentswahl Ende Oktober gebildet hatte, eingesetzt. Arsenij Jazenjuk wurde als Ministerpräsident bestätigt.

## 2015
Das erste Quartal wurde durch den anhaltenden Krieg, insbesondere den Kampf um Debalzewe und das Waffenstillstandsabkommen Minsk II geprägt. Wirtschaftlich machte der weitere Verfall der Landeswährung dem Land zu schaffen, das nur durch internationale Finanzhilfe bisher der Staatspleite entkam.
Im Mai 2015 verabschiedete die ukrainische Regierung vier Dekommunisierunggesetze, die die Beseitigung von Referenzen an das kommunistische Regime der Sowjetunion aus der Öffentlichkeit anordneten. Tausende Städte, Dörfer und Straßen wurden umbenannt und Denkmäler von Lenin und weiterer kommunistischer Führer wurden demontiert. Die rund 5500 Lenindenkmäler, die es im Jahr 1991 in der Ukraine gab, waren im Oktober 2017 fast alle verschwunden.

## 2016
Am 10. April kündigte Ministerpräsident Jazenjuk infolge einer Regierungskrise seinen Rücktritt an. Am 14. April wählte die Werchowna Rada Wolodymyr Hrojsman zu seinem Nachfolger.

## 2018
Die Russische Provokation bei Kertsch 2018 ereignete sich in der Meerenge von Kertsch, als Russland einen militärischen Zusammenstoß provozierte. 2018 wurde die Orthodoxe Kirche der Ukraine gegründet, die ein Jahr später unabhängig vom Moskauer Patriarchat – und damit auch von Russland – wurde. Ein weiterer Schritt zur Entkopplung von Russland und zur Annäherung an den Westen war die Beendigung der Beteiligung an sämtlichen Organen der GUS. Petro Poroschenko forderte Aufnahmegespräche für den Beitritt der Ukraine in die NATO und EU.

## 2019
Am 7. Februar 2019 beschloss die Werchowna Rada einen Zusatz zur Verfassung, der das strategische Ziel eines Beitritts zur NATO sowie zur EU festschrieb.
Nachdem der Schauspieler Wolodymyr Selenskyj am 31. März 2019 den ersten Wahlgang und am 21. April die Stichwahl der Präsidentschaftswahl in der Ukraine klar gewann, wurde er am 20. Mai 2019 in Kiew in das Amt des Präsidenten eingeführt.
Nach der vorgezogenen Parlamentswahl am 21. Juli 2019, bei der die Partei des ukrainischen Präsidenten Sluha narodu die absolute Mehrheit gewann, trat das neu gewählte Parlament erstmals am 29. August 2019 zusammen und wählte Oleksij Hontscharuk zum neuen Ministerpräsidenten.
Ein Telefonat des amerikanischen Präsidenten Donald Trump mit dem ukrainischen Präsidenten, in dem Trump Selenskyj unter Druck setzte und Ermittlungen gegen seinen politischen Konkurrenten Joe Biden und dessen in der Vergangenheit für eine ukrainische Gasfirma tätigen Sohn forderte, führte zur Ukraine-Affäre und einem Amtsenthebungsverfahren gegen Donald Trump.

## 2020
Am 4. März 2020 trat Ministerpräsident Oleksij Hontscharuk von seinem Amt zurück und sein Nachfolger Denys Schmyhal stellte am gleichen Tag sein neues Kabinett vor.

## 2022
Seit Ende 2021 wurden in der russisch-ukrainischen Grenzregion russische Soldaten zusammengezogen. Im Februar 2022 erkannte Russland die beiden Volksrepubliken Donezk und Luhansk als unabhängige Staaten an. Am 24. Februar 2022 begannen russische Truppen auf Befehl von Staatspräsident Putin den Überfall auf die Ukraine. Sie stoßen auf erbitterten Widerstand ukrainischer Soldaten. Nachdem der Angriff auf die gesamte Ukraine scheiterte, konzentrierten die russischen Streitkräfte ihre Truppen im Süden und Osten der Ukraine und gaben das eroberte Gebiet im Norden auf. Am 30. September 2022 folgte die russische Annexion der Süd- und Ostukraine.

## 2023
Im Mai 2023 wurde der Präsident des obersten ukrainischen Gerichtshofs festgenommen, nachdem er Bestechungsgeld in Höhe von drei Millionen US-Dollar angenommen hatte.

## 2025
Am 14. Juli 2025 nominierte Selenskij Julija Swyrydenko für das Amt der Ministerpräsidentin als Nachfolgerin von Denys Schmyhal. Ihre Nominierung wurde von der Werchowna Rada am 17. Juli bestätigt.

## Beziehungen zur Europäischen Union
- Ukraine und die Europäische Union
- Europäische Nachbarschaftspolitik